# Музей русской усадебной культуры
Музе́й ру́сской уса́дебной культу́ры «Влахе́рнское-Кузьми́нки» — музей, располагавшийся в служебном флигеле усадебного комплекса Кузьминки, возведённого в начале XVIII века. Экспозиция посвящена бывшим хозяевам усадьбы — баронам Строгановым и князьям Голицыным, а также дворянской и крестьянской культурам XIX века. Музей был открыт в 2000 году как филиал музейного объединения «Музей Москвы», позже был выведен из его структуры. Коллекция включает в себя антикварную мебель, художественные работы, а также предметы быта XVIII—XIX веков.
Был закрыт в 2019 году.

## История
Своё название усадьба «Влахернское-Кузьминки» получила от имени мельника Кузьмы, чей дом в начале XVIII века располагался на прилегающей к усадебной территории речки Голедянке, а также по церкви влахернской иконы Божьей матери на другом берегу реки.
Семья Строгановых получила эти земли в 1702 году от императора Петра I в награду за службу. Комплекс в стиле ампир был возведён по проекту архитекторов Доминико Жилярди, Матвея Казакова, Ивана Еготова, Михаила Быковского и Ивана Витали, а фасад Конного двора украшают фигуры, выполненные скульптором Петром Клодтом. В 1916 году на территории усадьбы произошёл пожар, уничтоживший несколько главных корпусов. До наших дней сохранились здания Конного двора, ванный домик, кузница и несколько служебных флигелей.
В 1999 году в усадьбе открылась выставка «Кузьминки: из прошлого в настоящее», на основе которой в 2000-м во флигеле был создан Музей усадебной культуры — филиал музейного объединения «Музей Москвы».

## Экспозиция

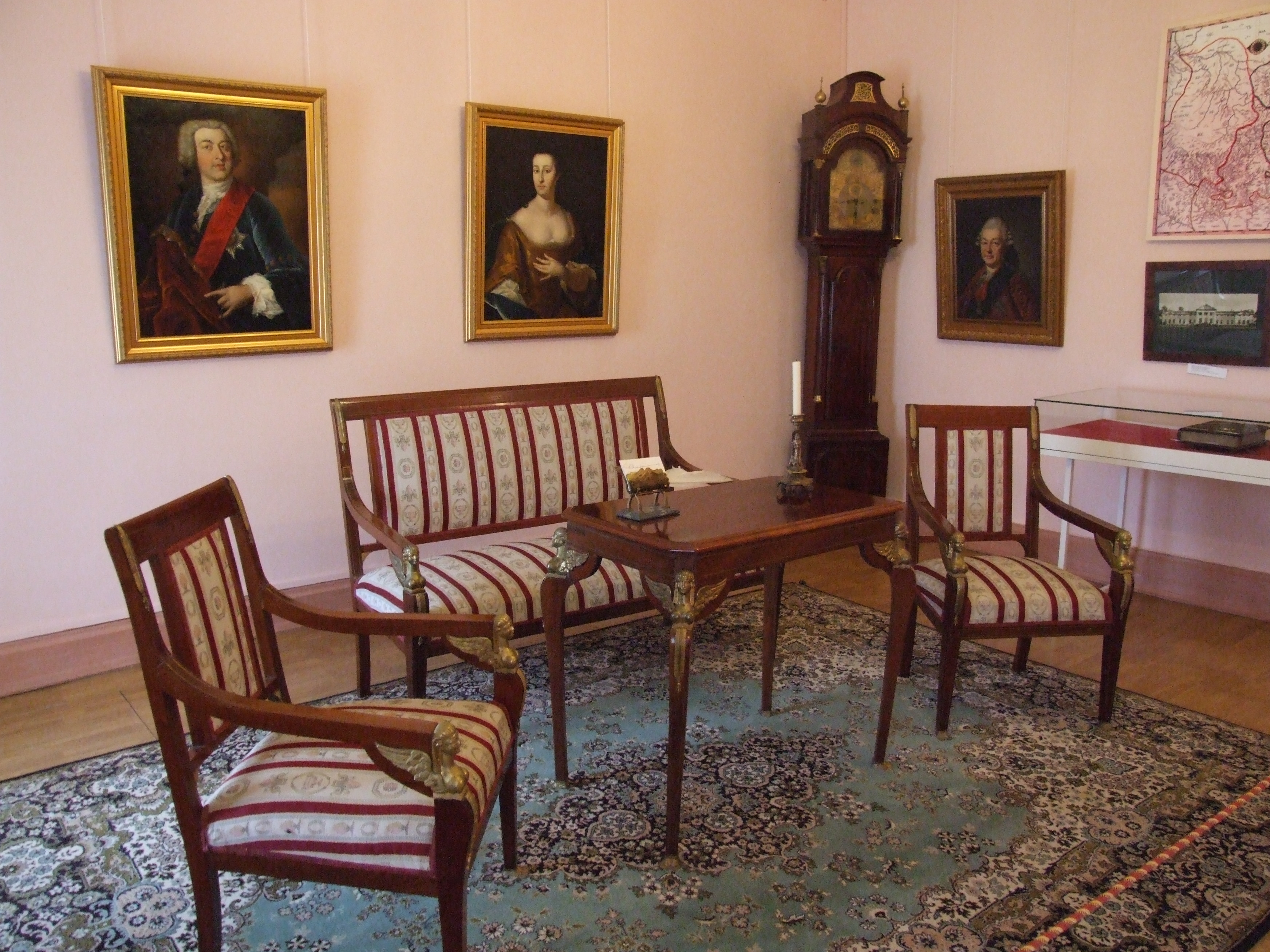
Интерьеры гостиной, 2009 год

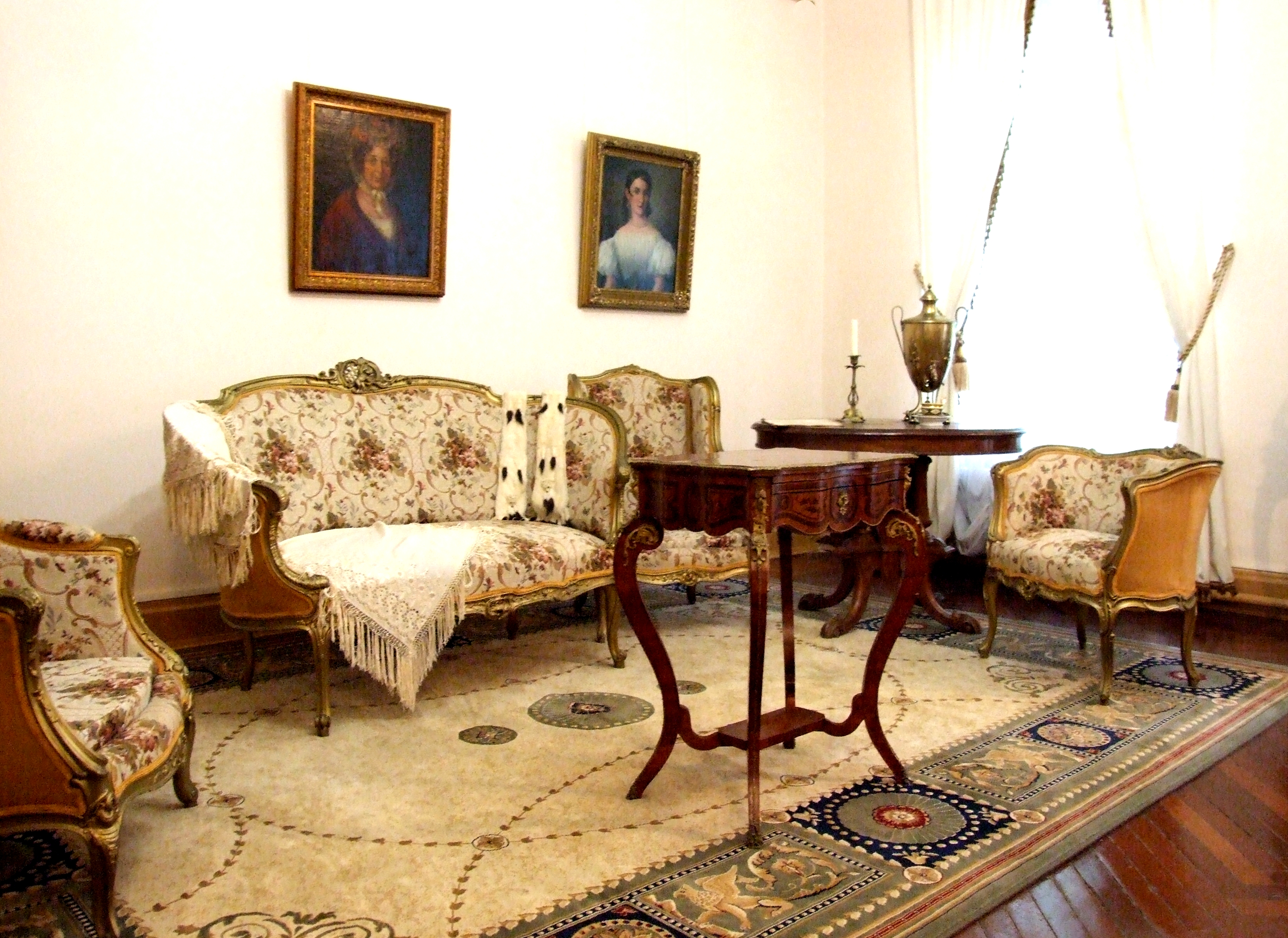
Интерьеры музея, 2011 год

Постоянная экспозиция посвящена владельцам усадьбы — семьям Строгановых и Голицыных, а также дворянскому и крепостному быту. В коллекции музея представлена антикварная мебель, посуда, художественные работы, книги, памятные медали, предметы быта: веера, платья, зонтики, бальные книжки, туфли, предметы рукоделия и самовары. Также в Конном дворе действует экспозиция «Конный двор в подмосковной усадьбе» и проходят временные выставки. Большинство предметов, находившихся в усадьбе при жизни Голицыных, не сохранилось — все ценности были вывезены на продажу частным лицам после революции 1917 года. В связи с этим коллекция была сформирована из запасников Государственного исторического музея.
Во всех помещениях музея провели реконструкцию и воссоздали интерьеры господского дома. Выставочное пространство начинается с серии портретов бывших хозяев усадьбы и герба Строгановых, на котором изображён рыцарский щит, разделённый лентой с тремя остриями копий, символизирующий поход Ермака в Сибирь — на средства семьи Строгановых была осуществлена экспедиция по освоению новых земель. В углу герба расположен повёрнутый рыцарский шлем, представляющий самодостаточность семьи и её верность государю.
В столовой представлен обеденный стол, где каждому гостю выделялось по 80 сантиметров личного пространства. Стол сервирован посудой XIX века. По традиции перед каждым приёмом пищи глава семейства обдумывал сценарий беседы — для этого в гостиной лежали свежие газеты и журналы. Возле столовых приборов расположены визитные карточки, обмен которыми являлся неотъемлемой частью званых обедов того времени.
В гостиной, куда гости переходили после обеда, расставлена антикварная мебель XVIII—XIX веков, а также этажерки с зеркальными стенками. Многие дворянские семьи увлекались коллекционированием статуэток, поэтому зеркало было необходимо для отражения задней поверхности фигурок.
Последний зал музея посвящён танцам, популярным в XIX веке среди дворянских семей: мазурке и полонезу. В углу стоит ломберный столик, на котором лежат колоды карт. За подобным столом князь Александр Голицын в усадьбе Кузьминки проиграл свою жену меценату Льву Разумовскому, что впоследствии вызвало большой общественный скандал.
В 2004 году экспозиция была расширена: во дворе открылся «Парк исторических развлечений» образца XIX века, а также площадка для старинных игр — крокета и серсо.

Экспозиция музея (2011 год)
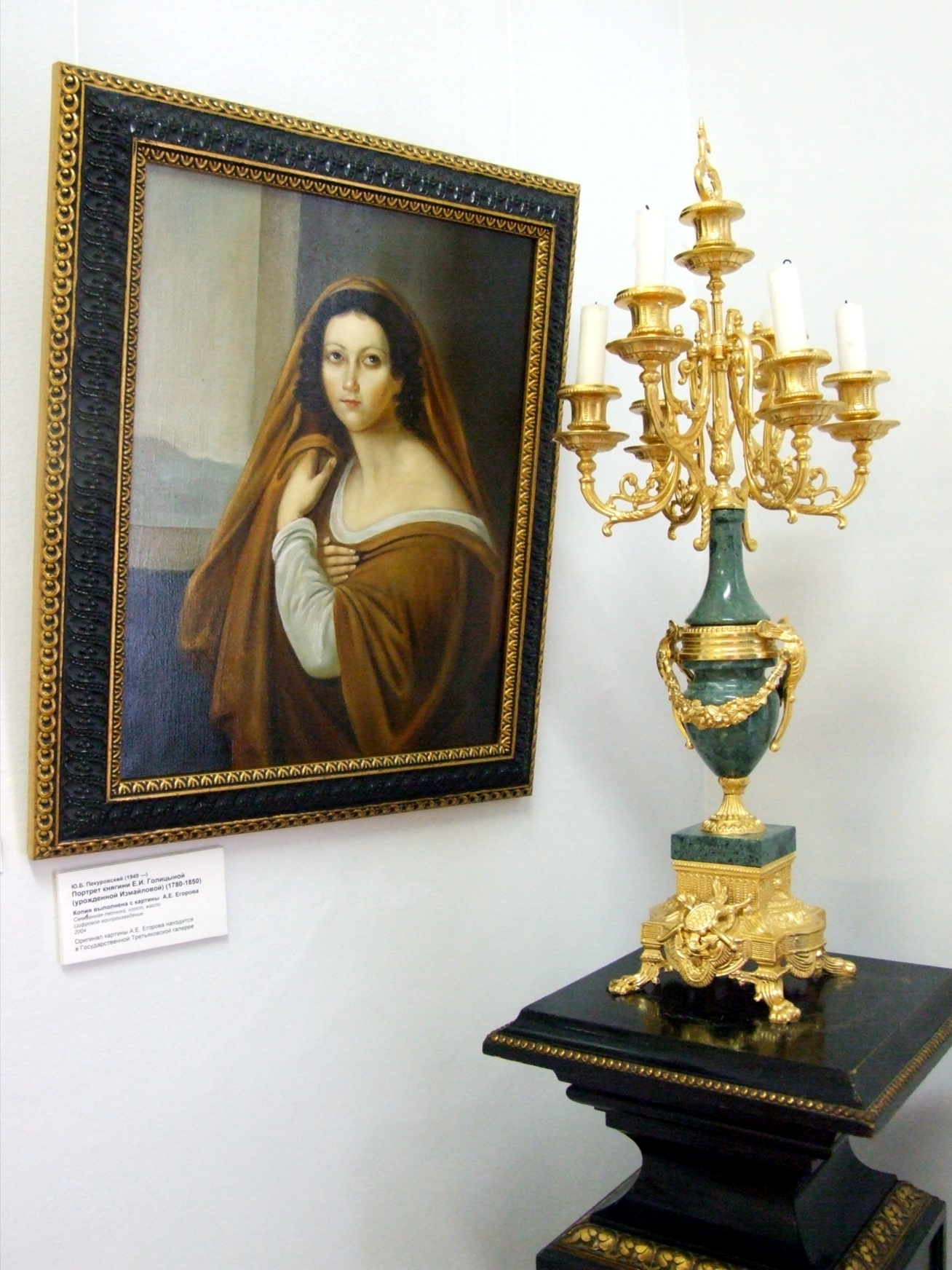
Портрет Авдотьи Голицыной в образе весталки
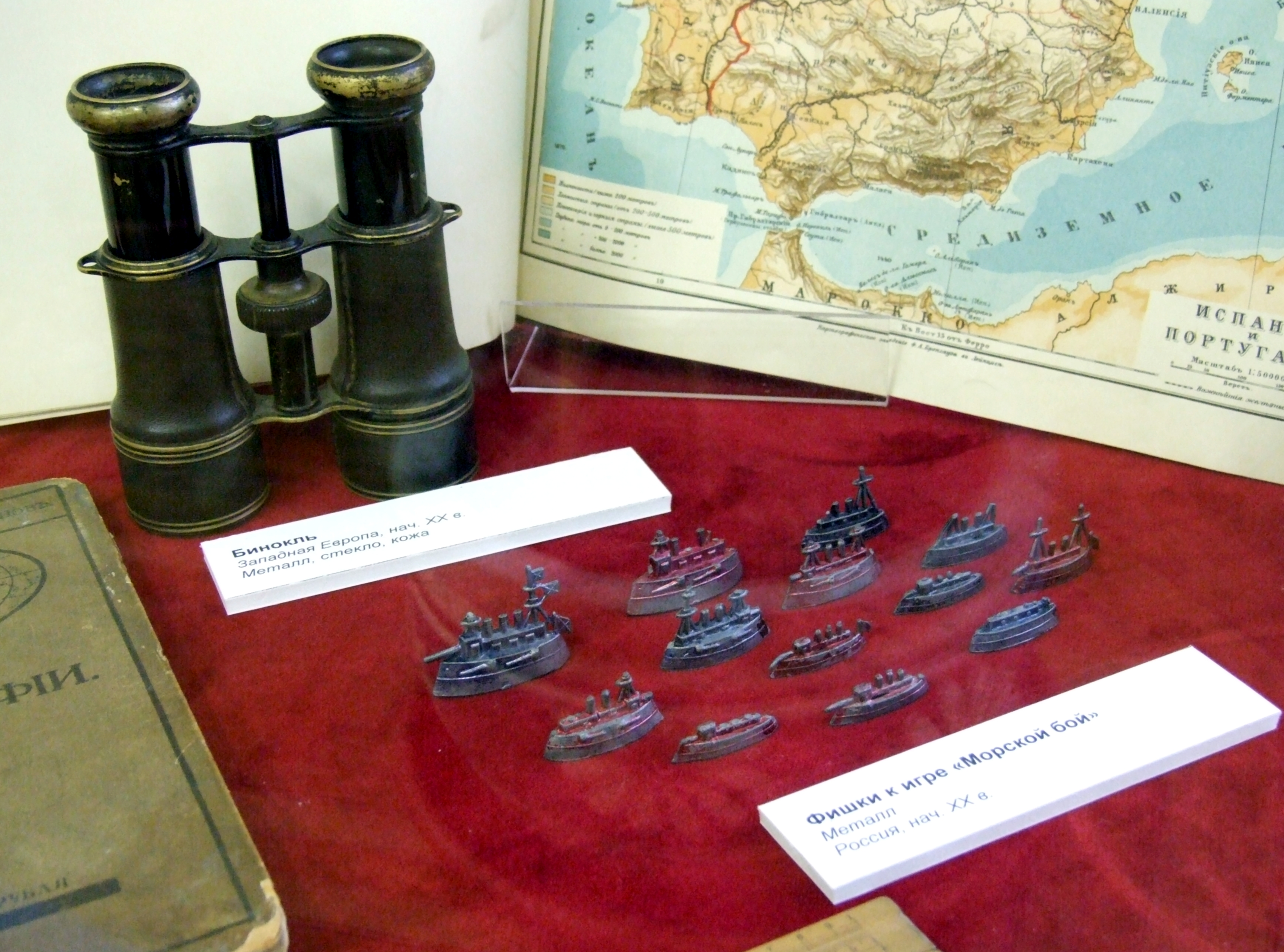
Фишки к игре «Морской бой», начало XX века
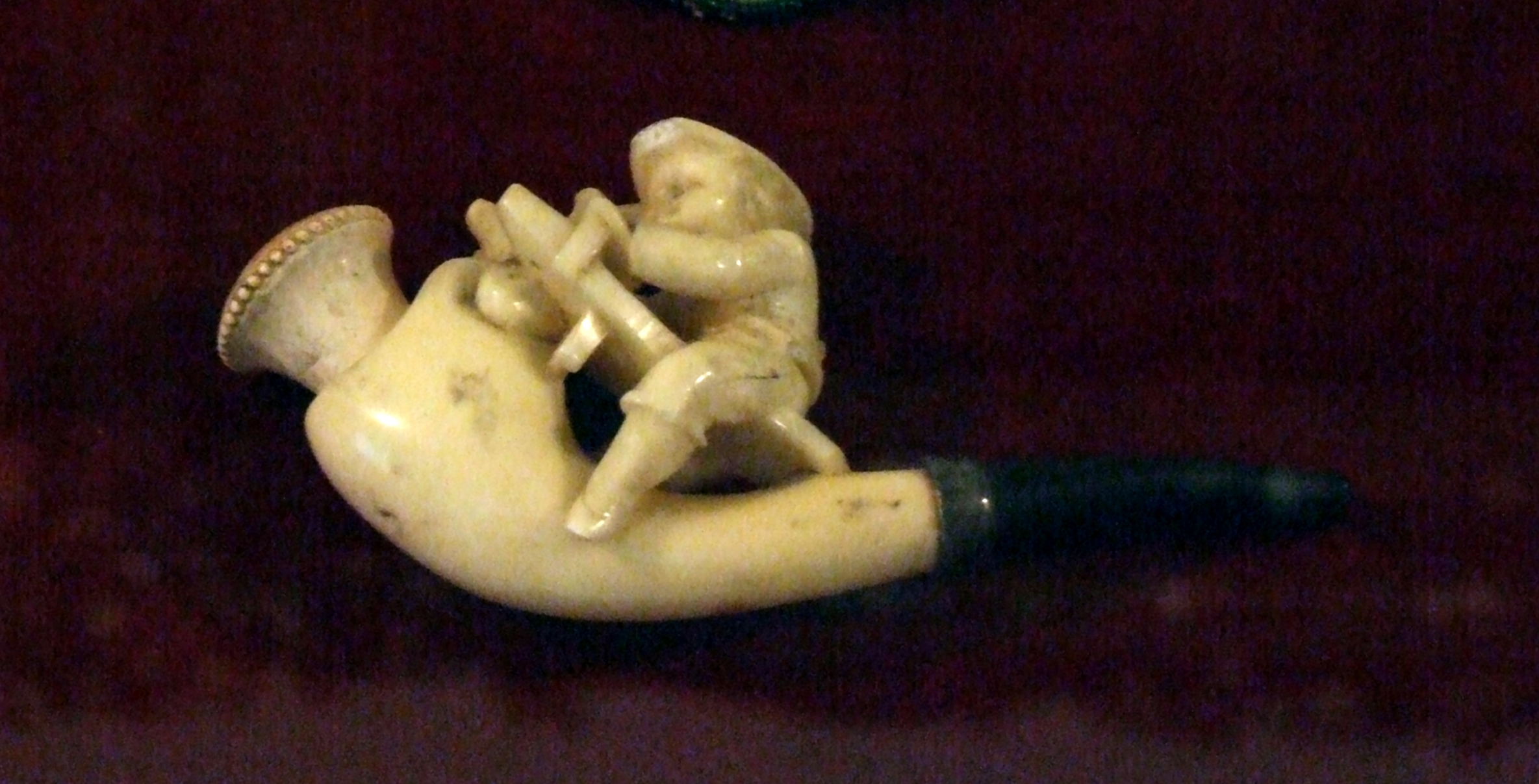
Фигурка из рога быка
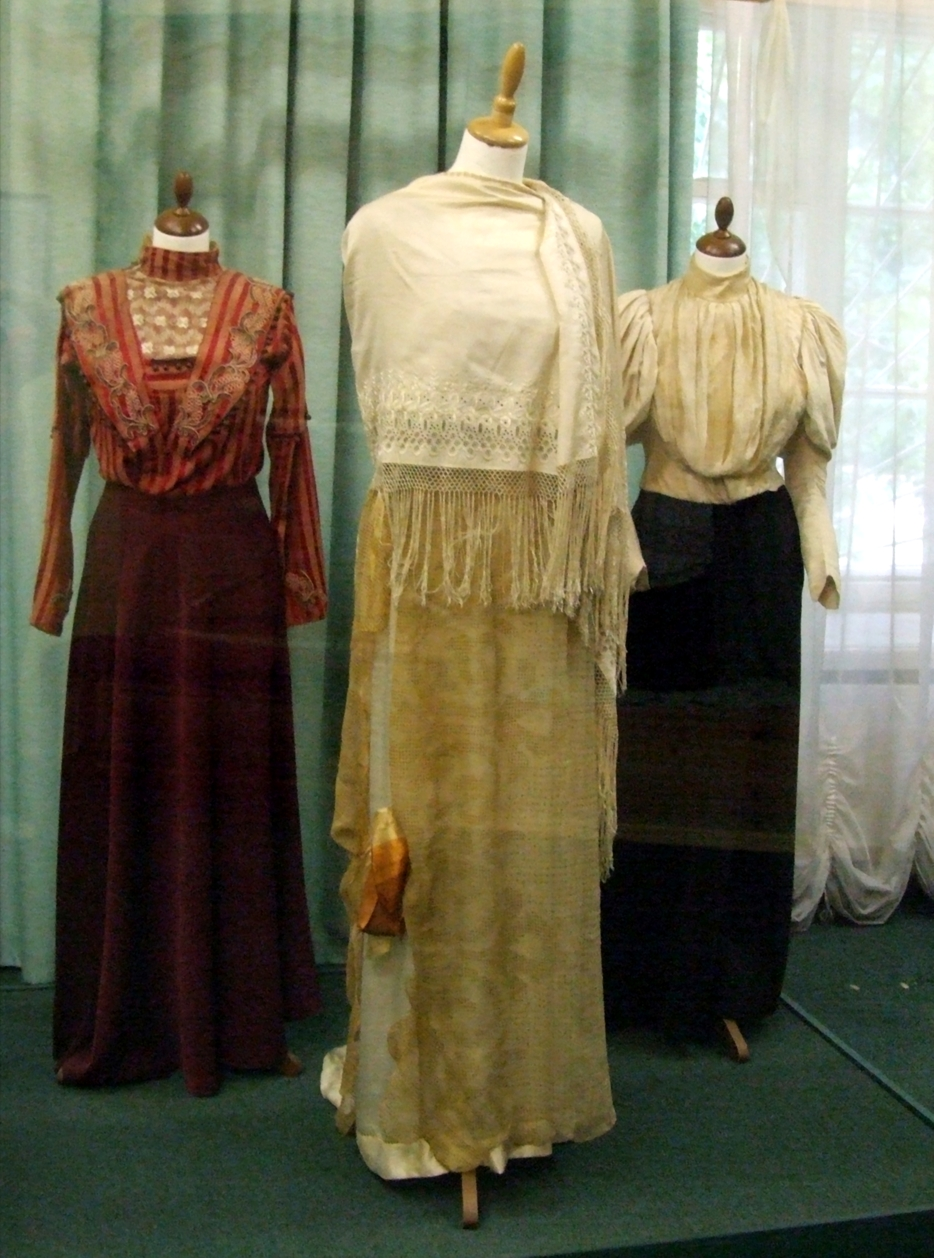
Платья дачниц конца XIX века
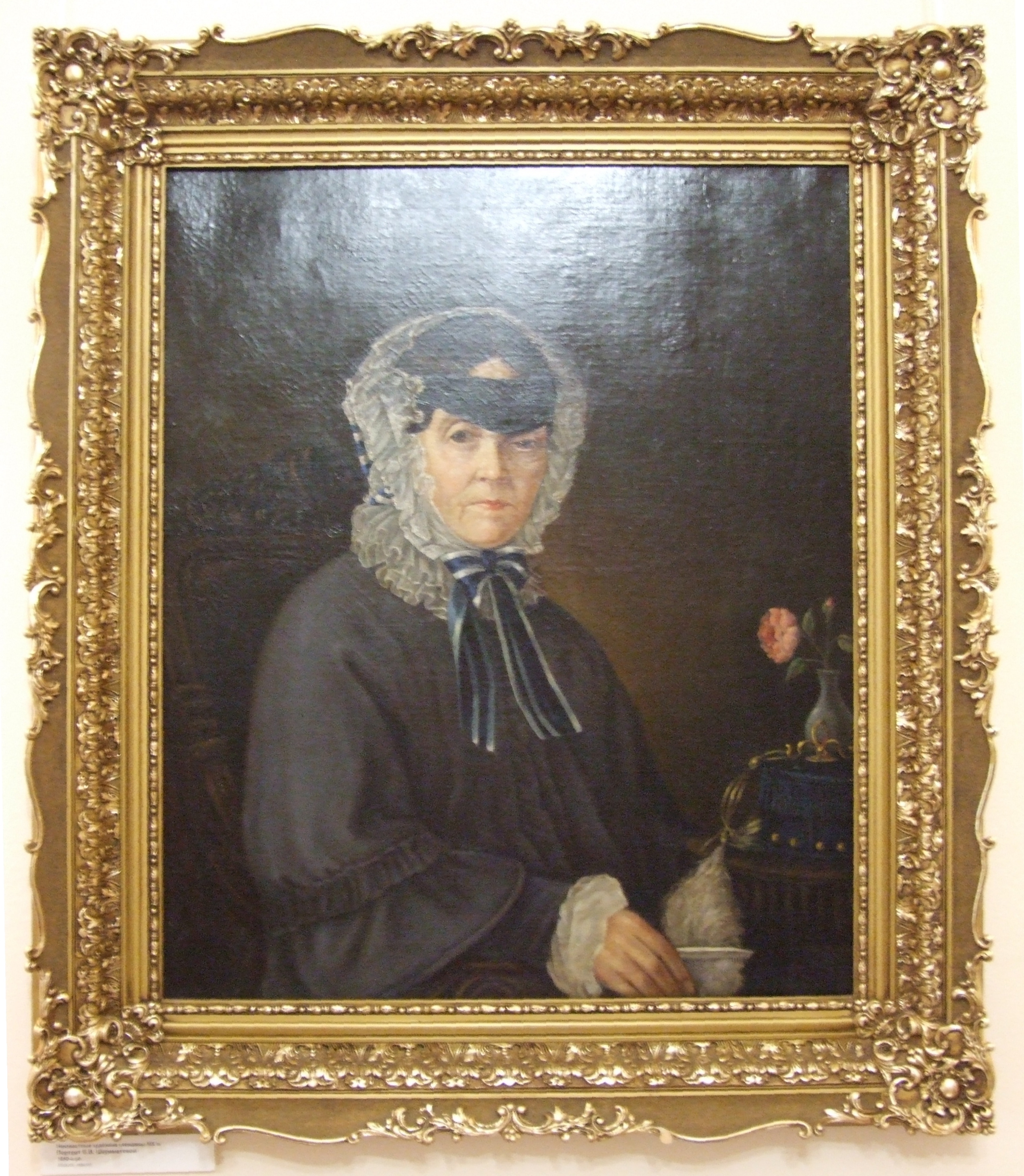
Портрет Екатерины Шереметевой конца XIX века
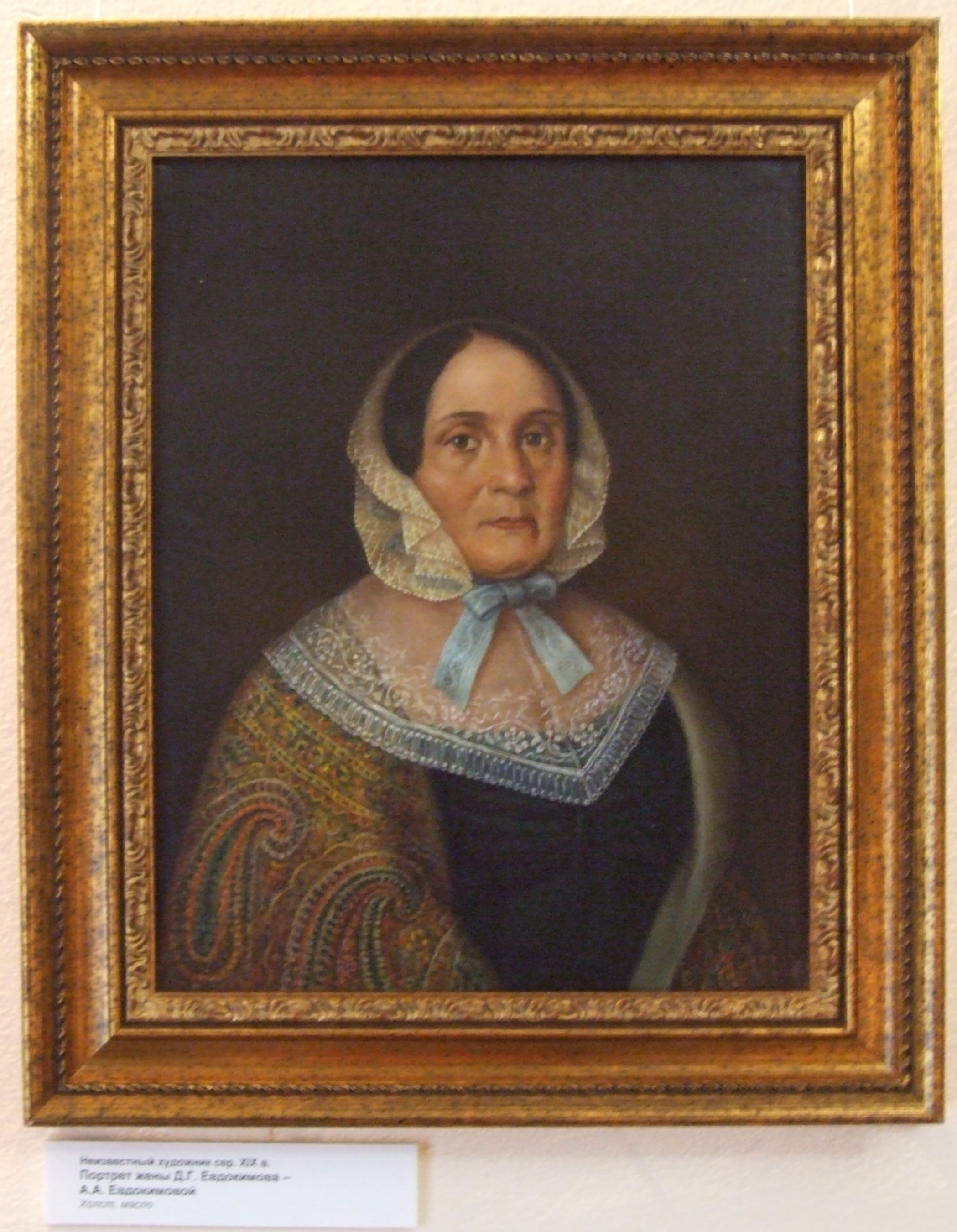
Портрет жены каретного мастера Д. Евдокимова
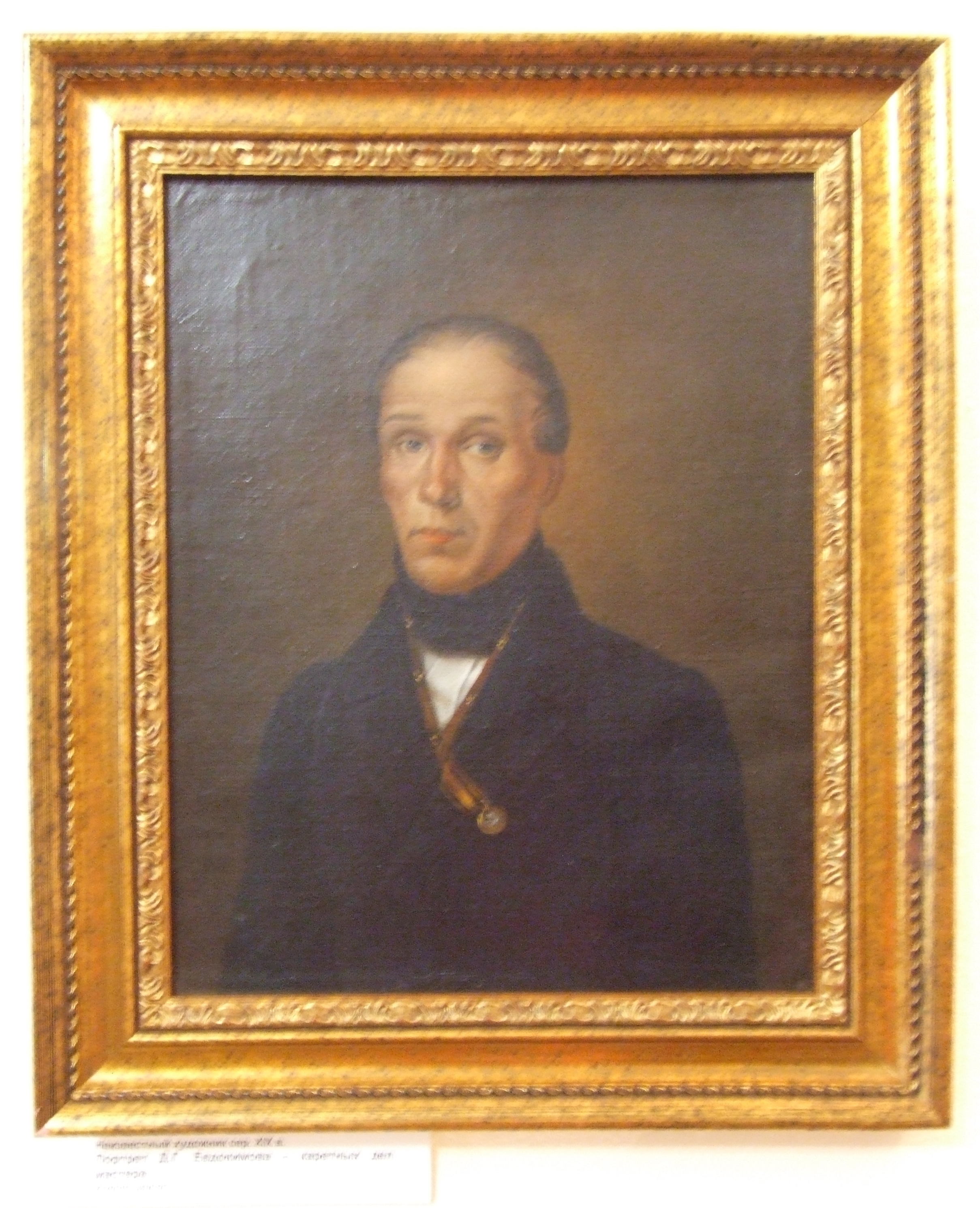
Портрет Д. Евдокимова
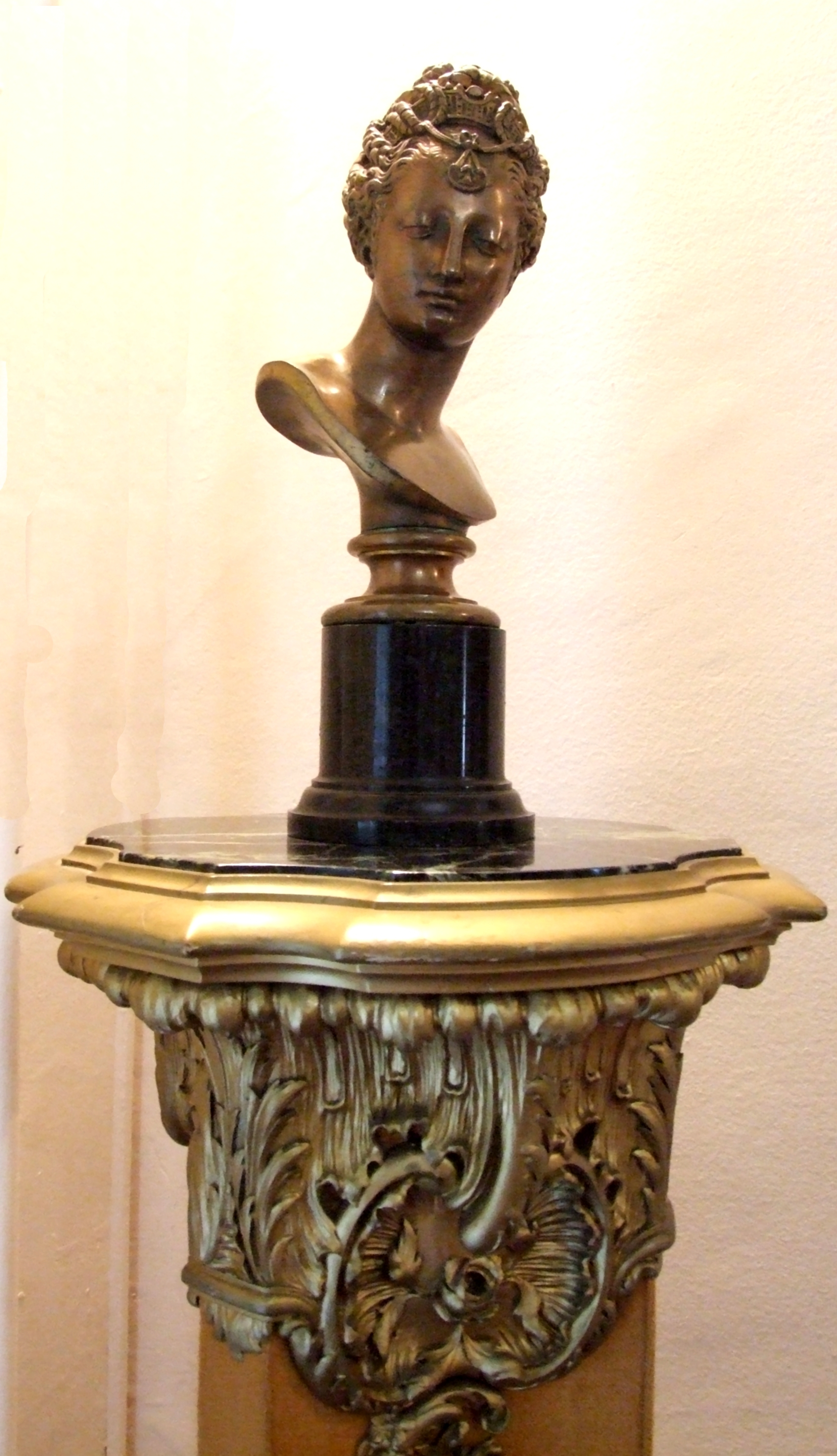
Скульптура неизвестной
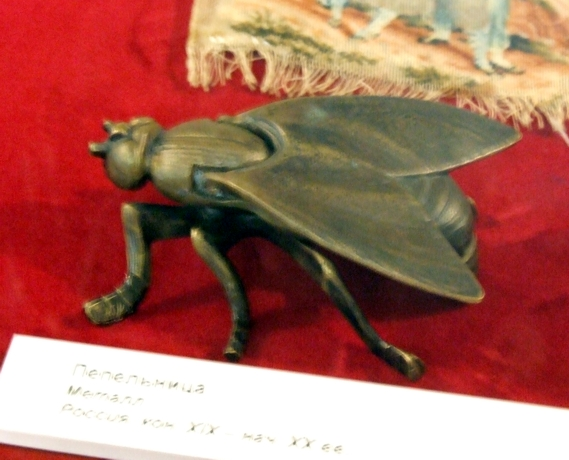
Пепельница в виде мухи, конец XIX века
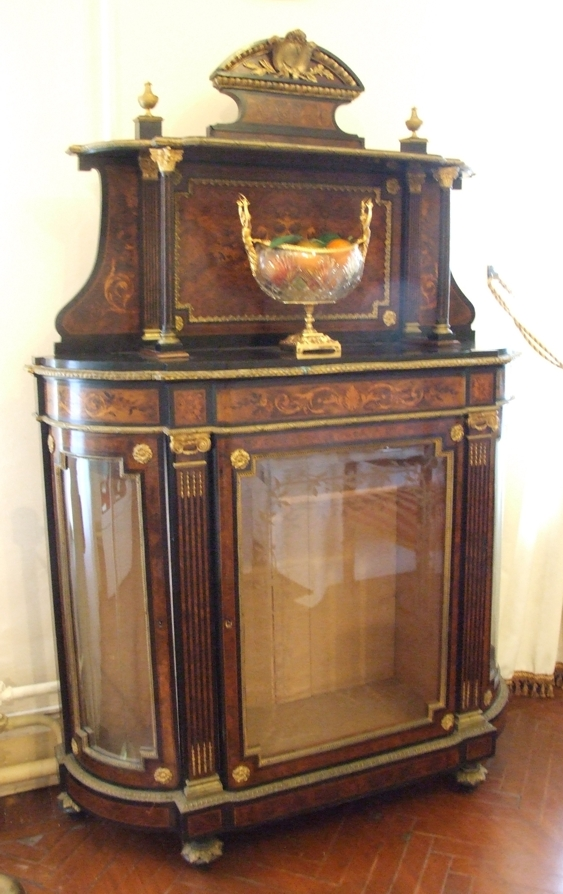
Антикварная мебель
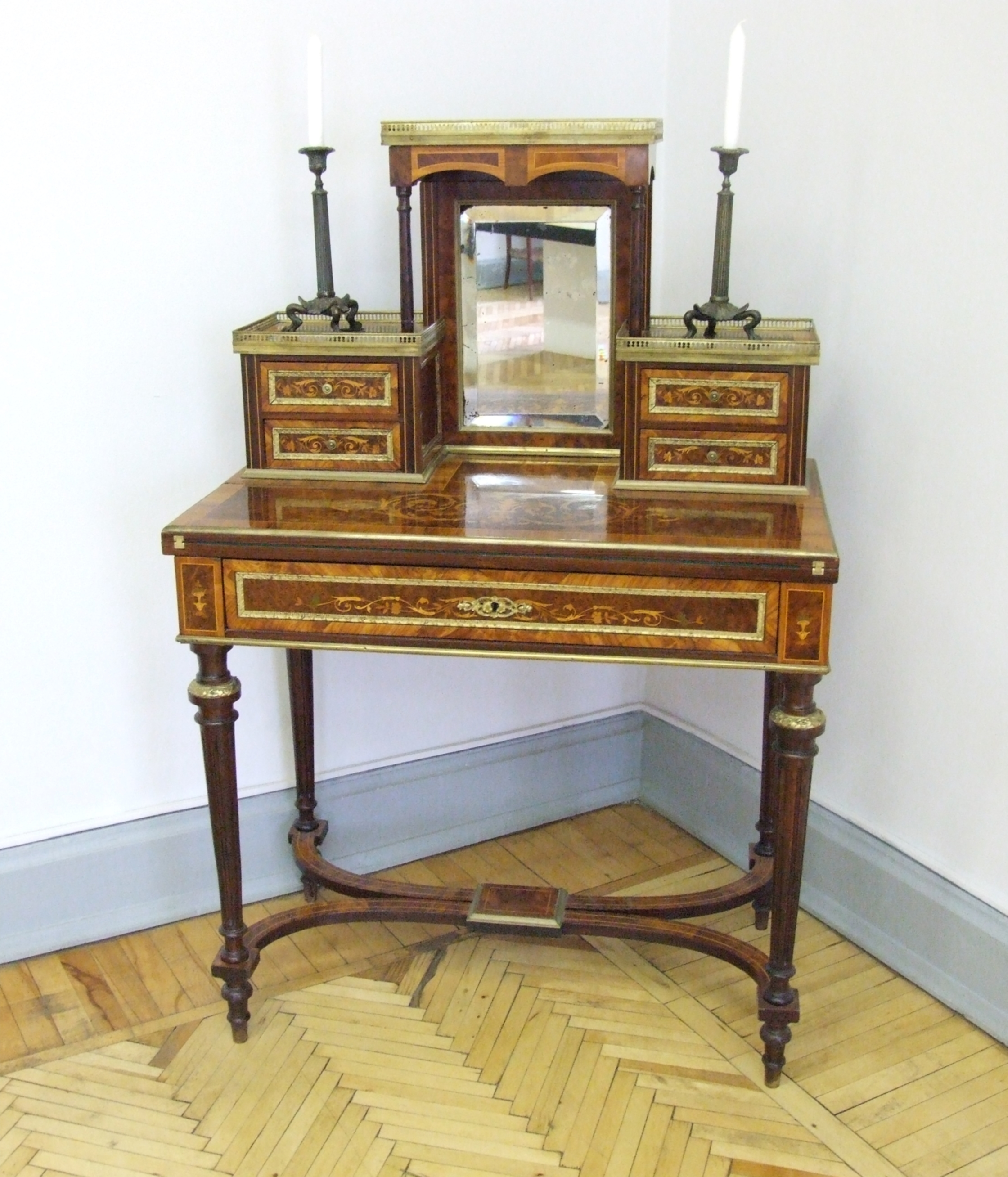
Этажерка
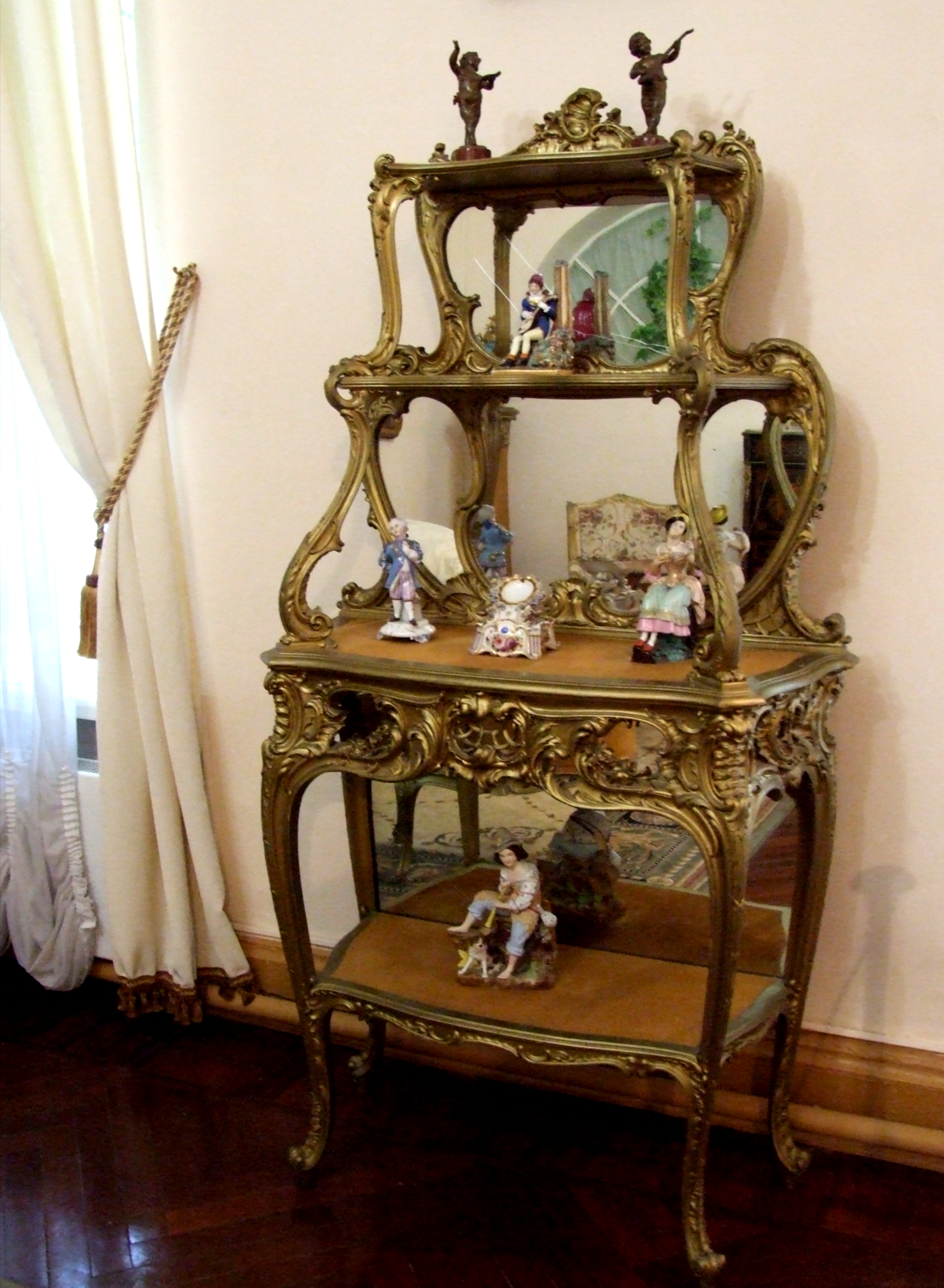
Этажерка с коллекцией фарфоровых статуэток
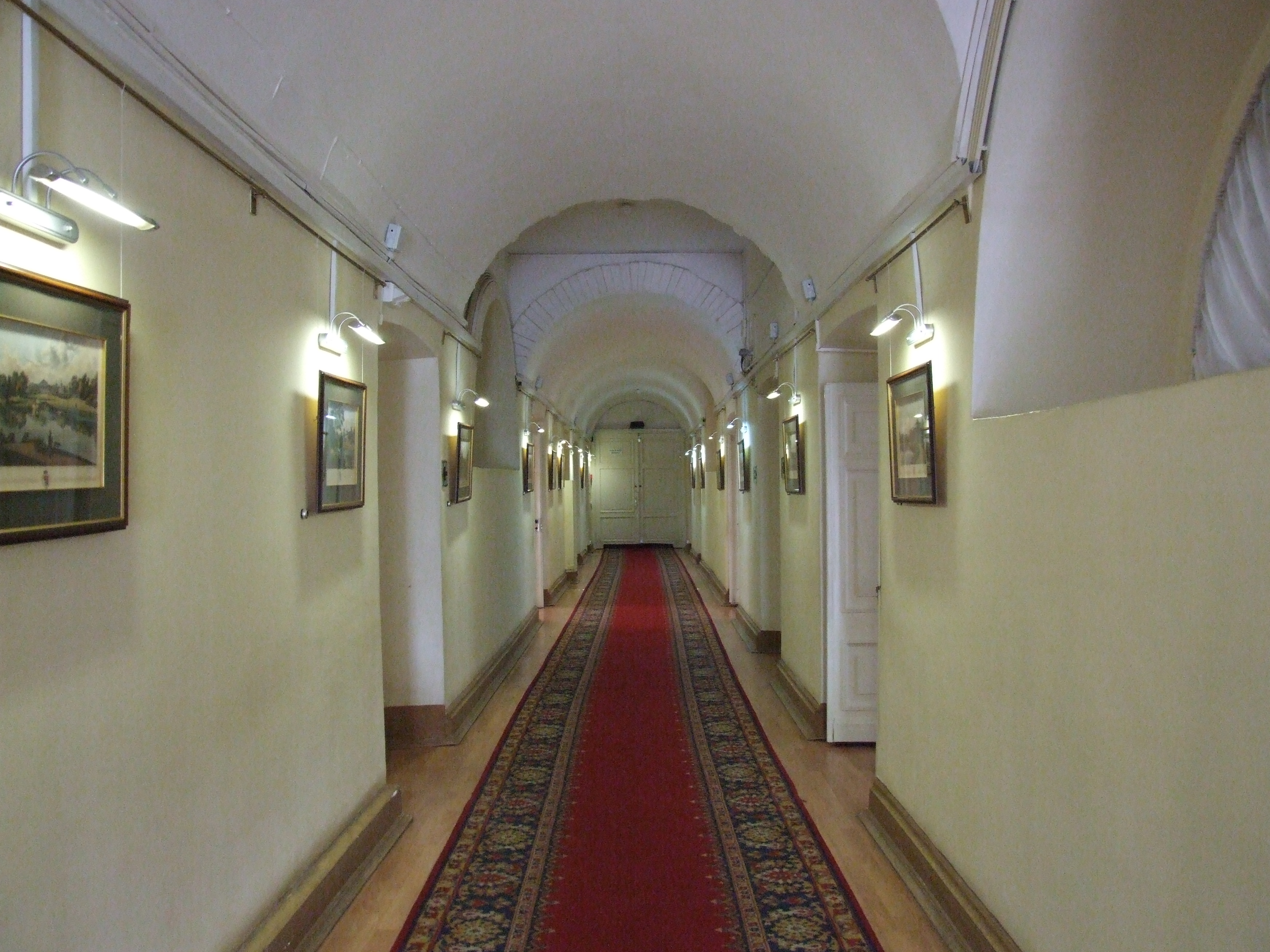
Внутренние помещения музея
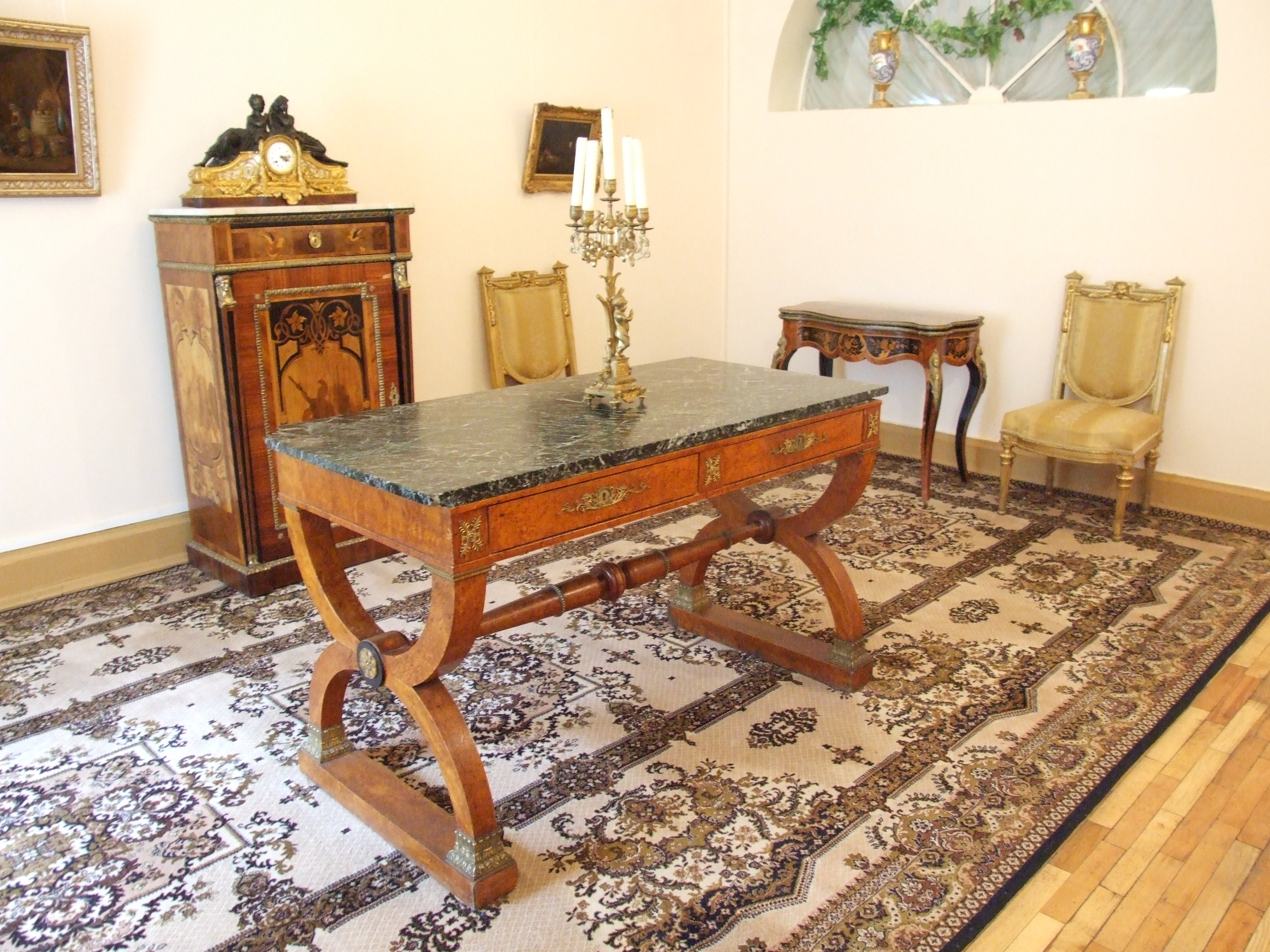
Интерьеры гостиной
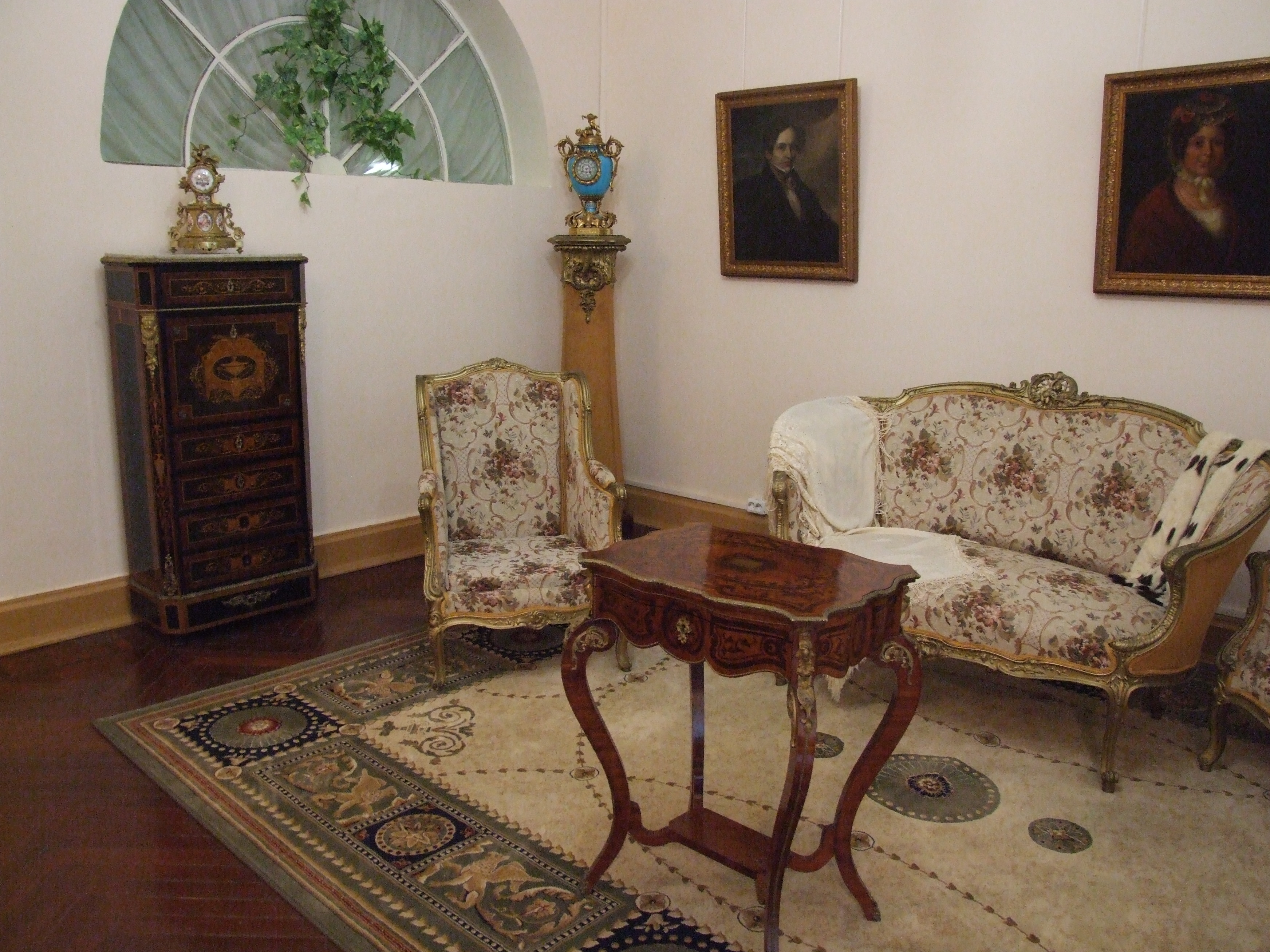
Антикварная мебель в составе экспозиции
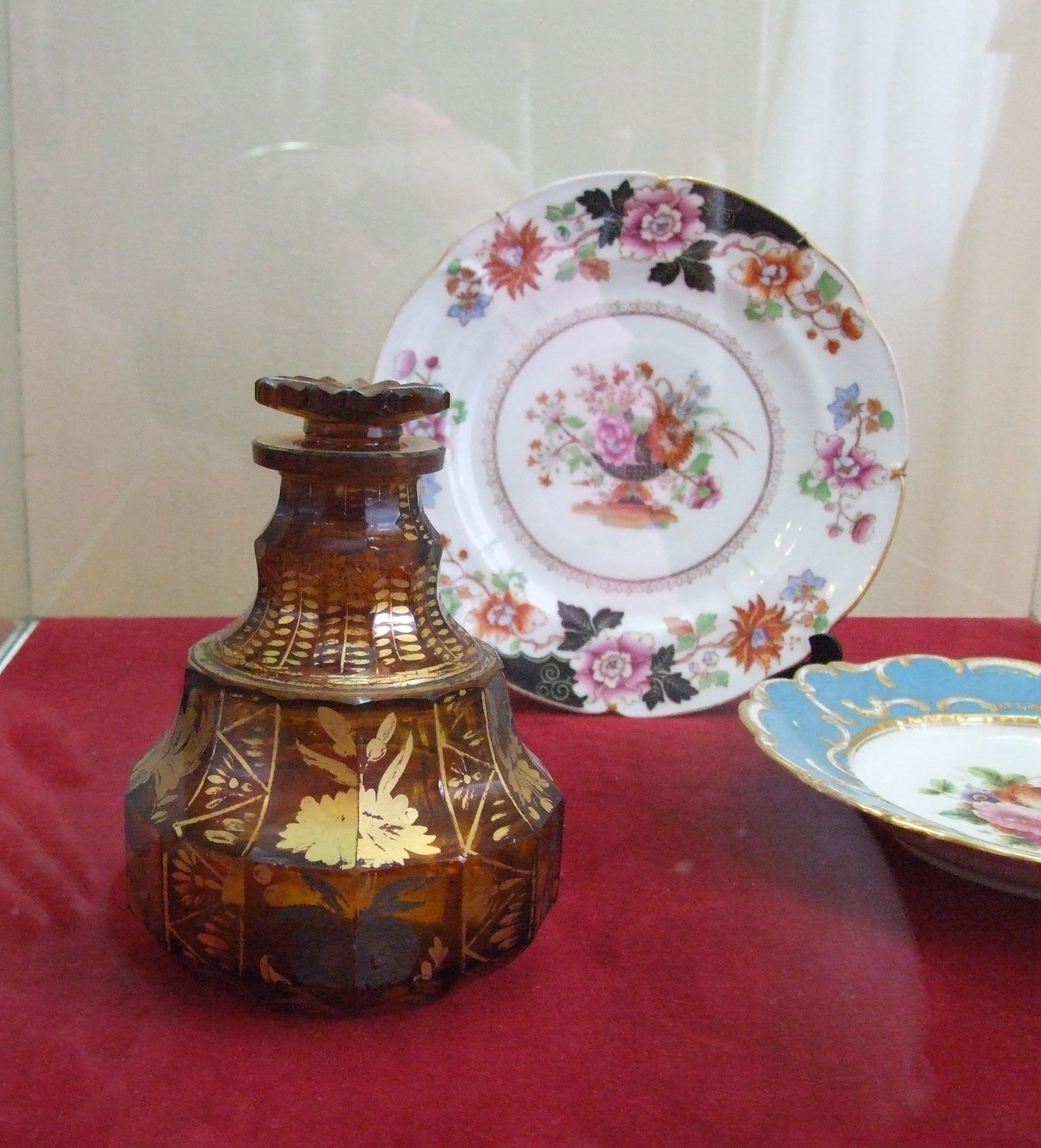
Коллекция фарфора
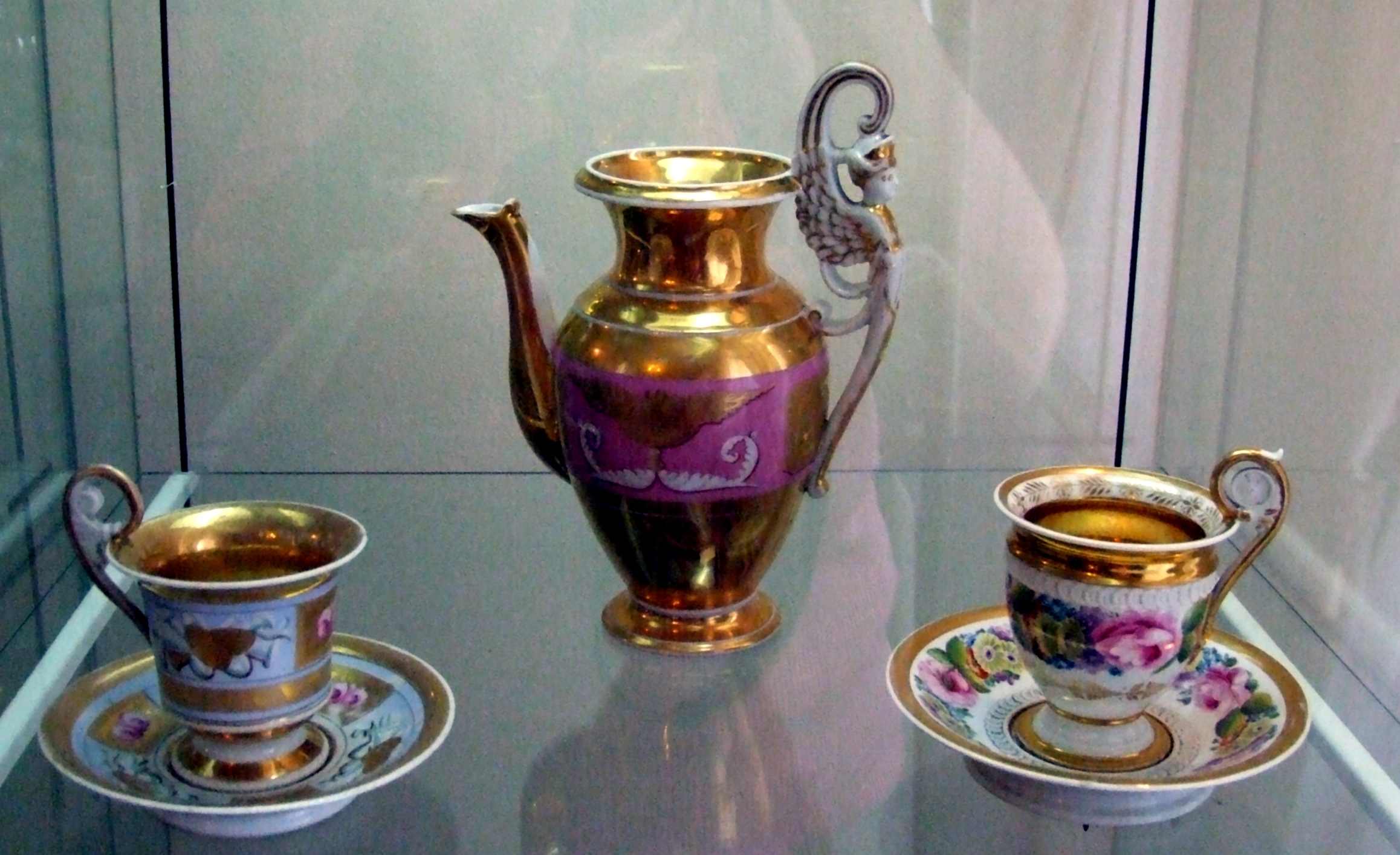
Посуда XIX века
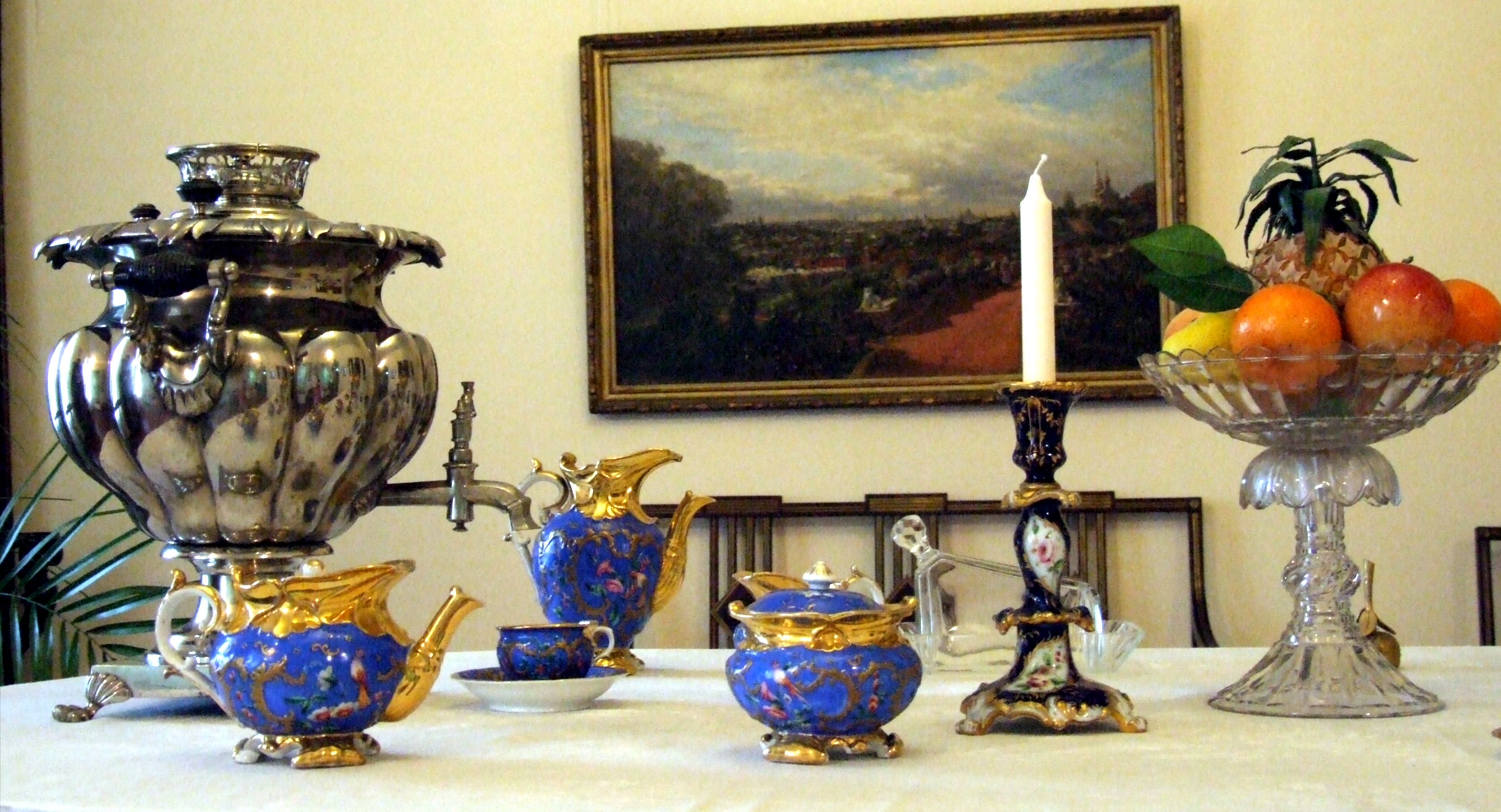
Самовар на столе в столовой
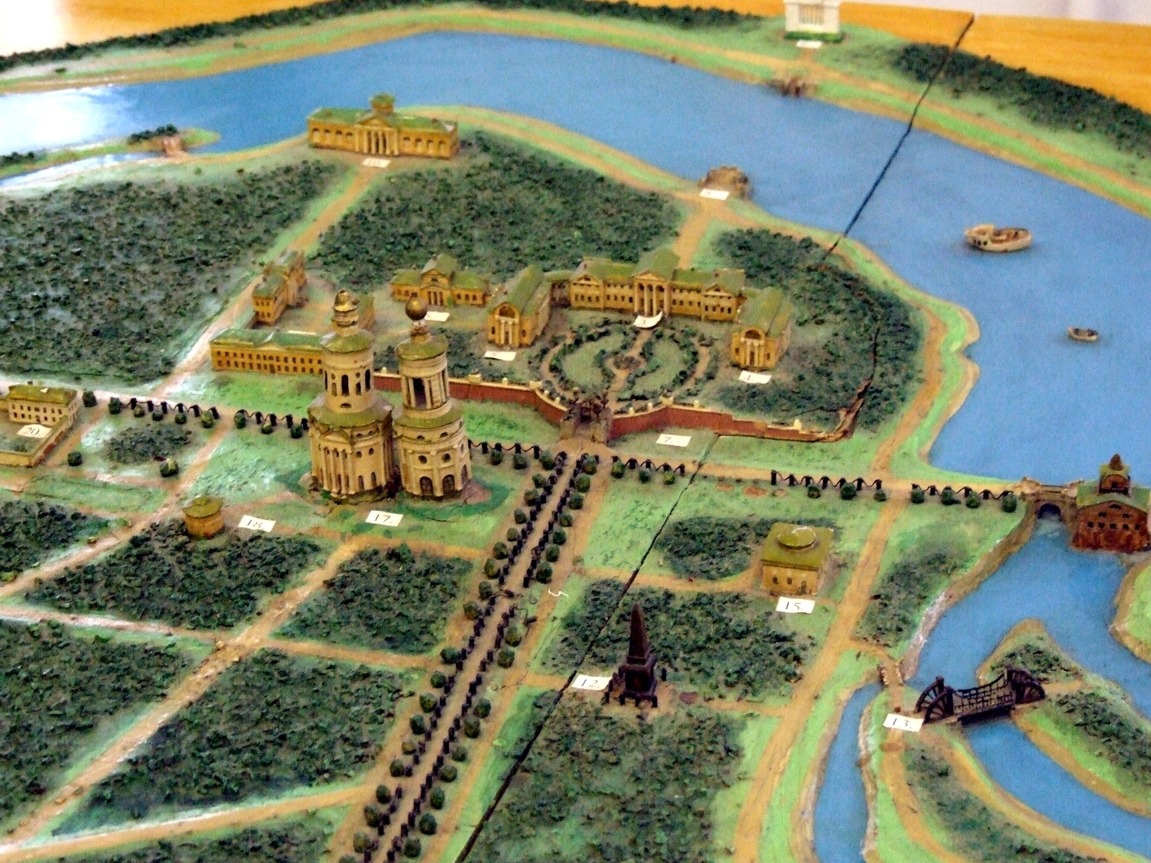
Макет усадьбы в XIX веке
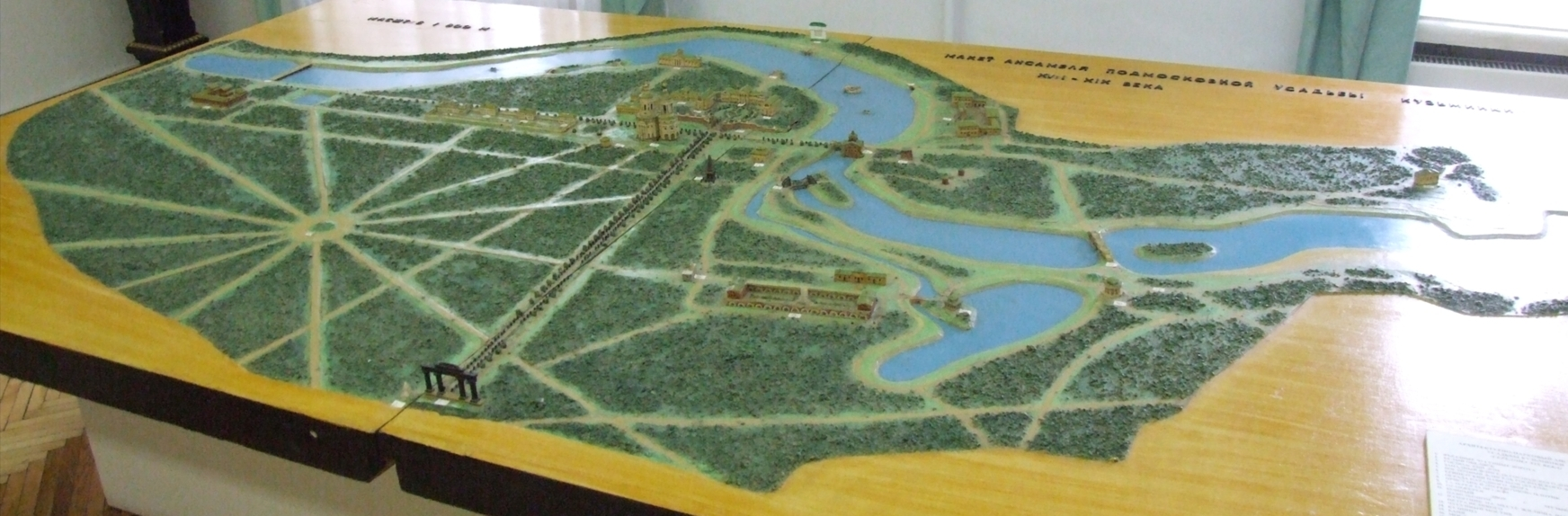
Макет усадьбы в XIX веке
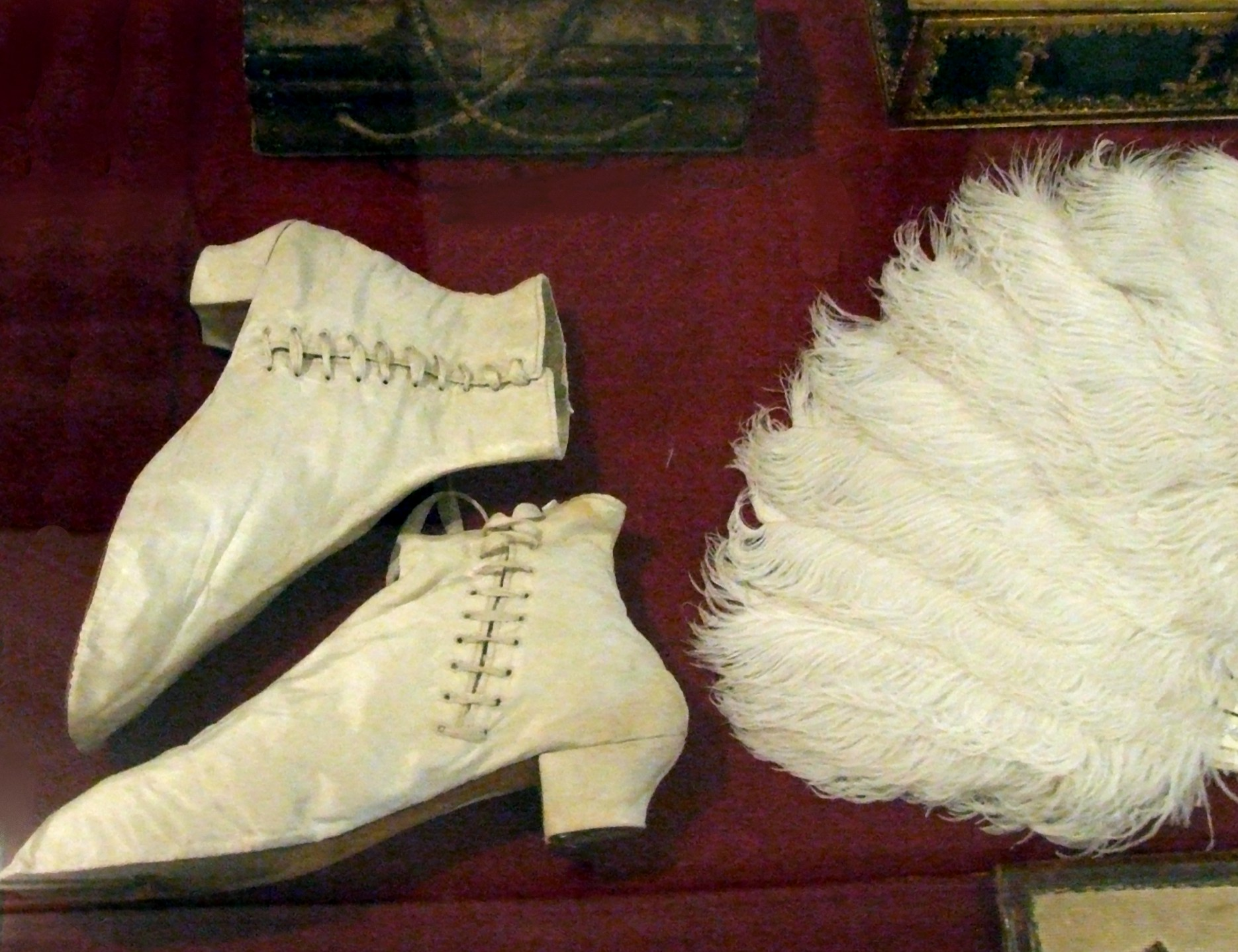
Предметы женской одежды XIX века
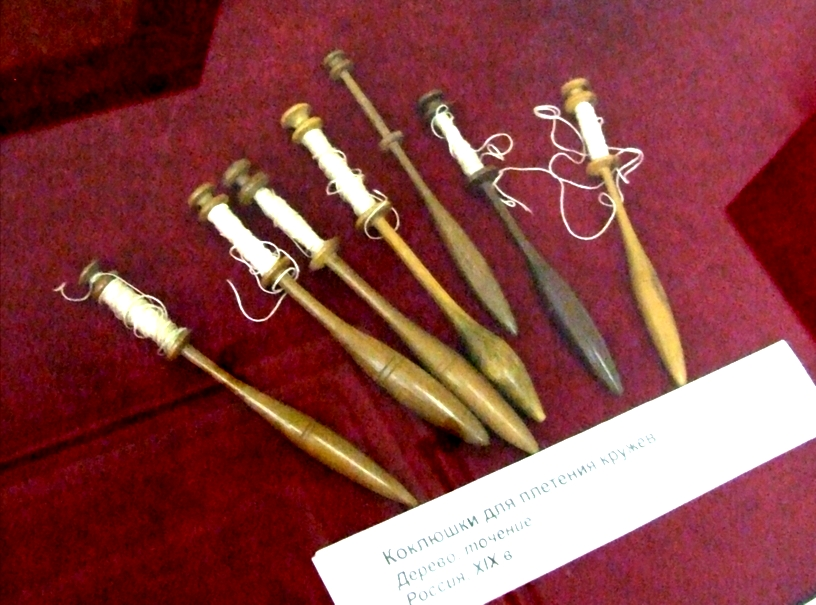
Коклюшки для плетения кружев
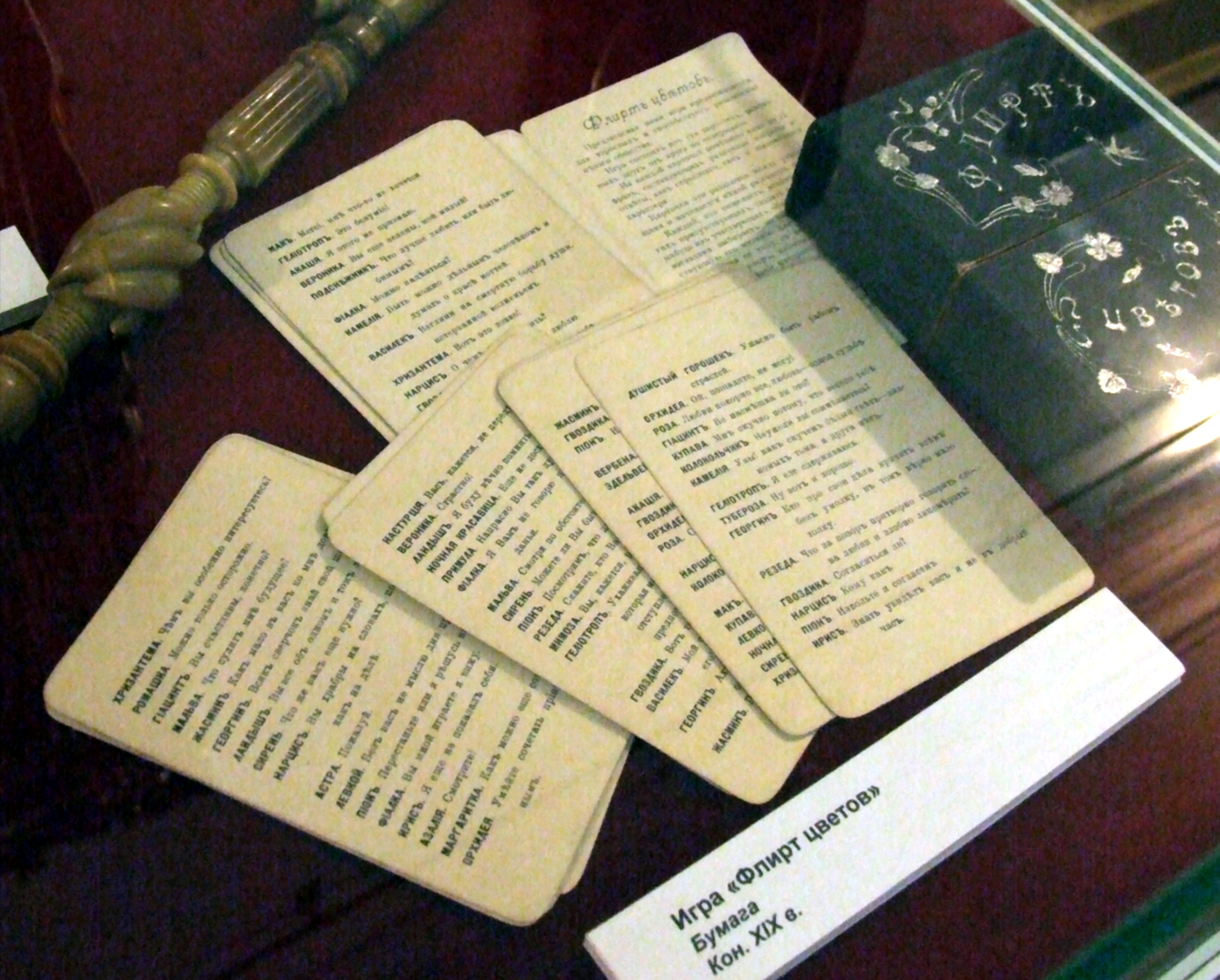
Игра XIX века «Флирт цветов»
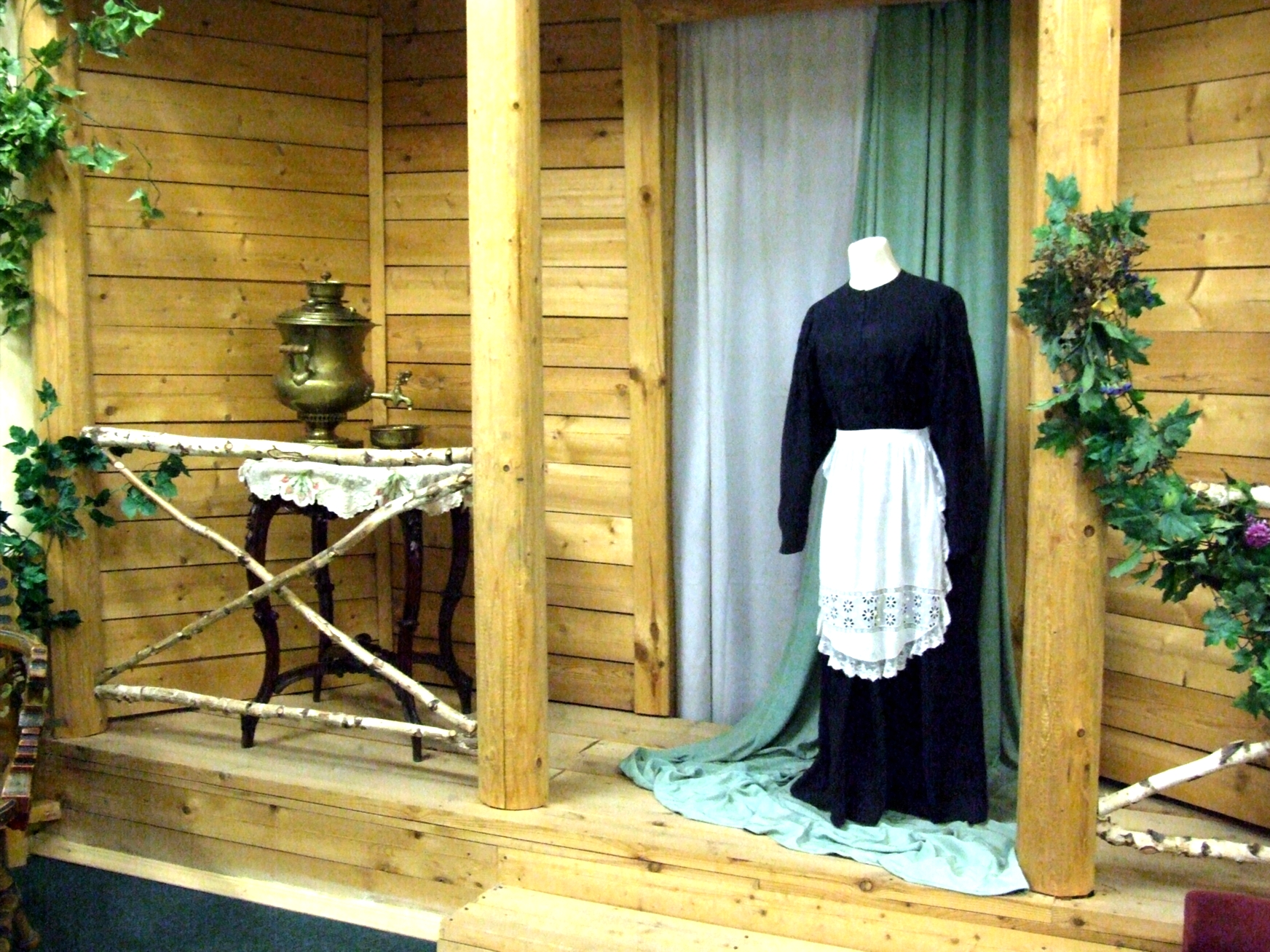
Платье служанки, конец XIX века
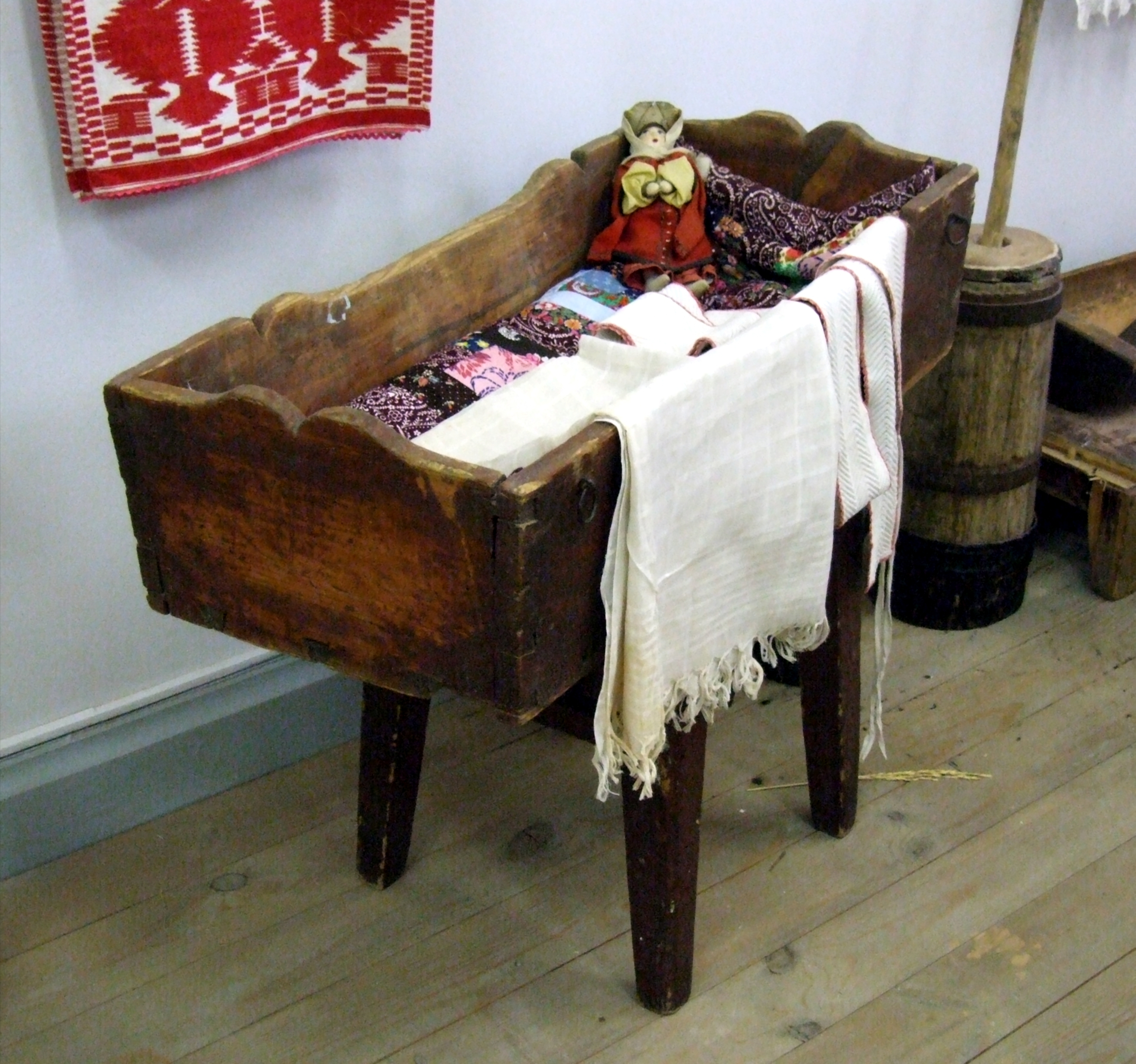
Деревянная колыбель
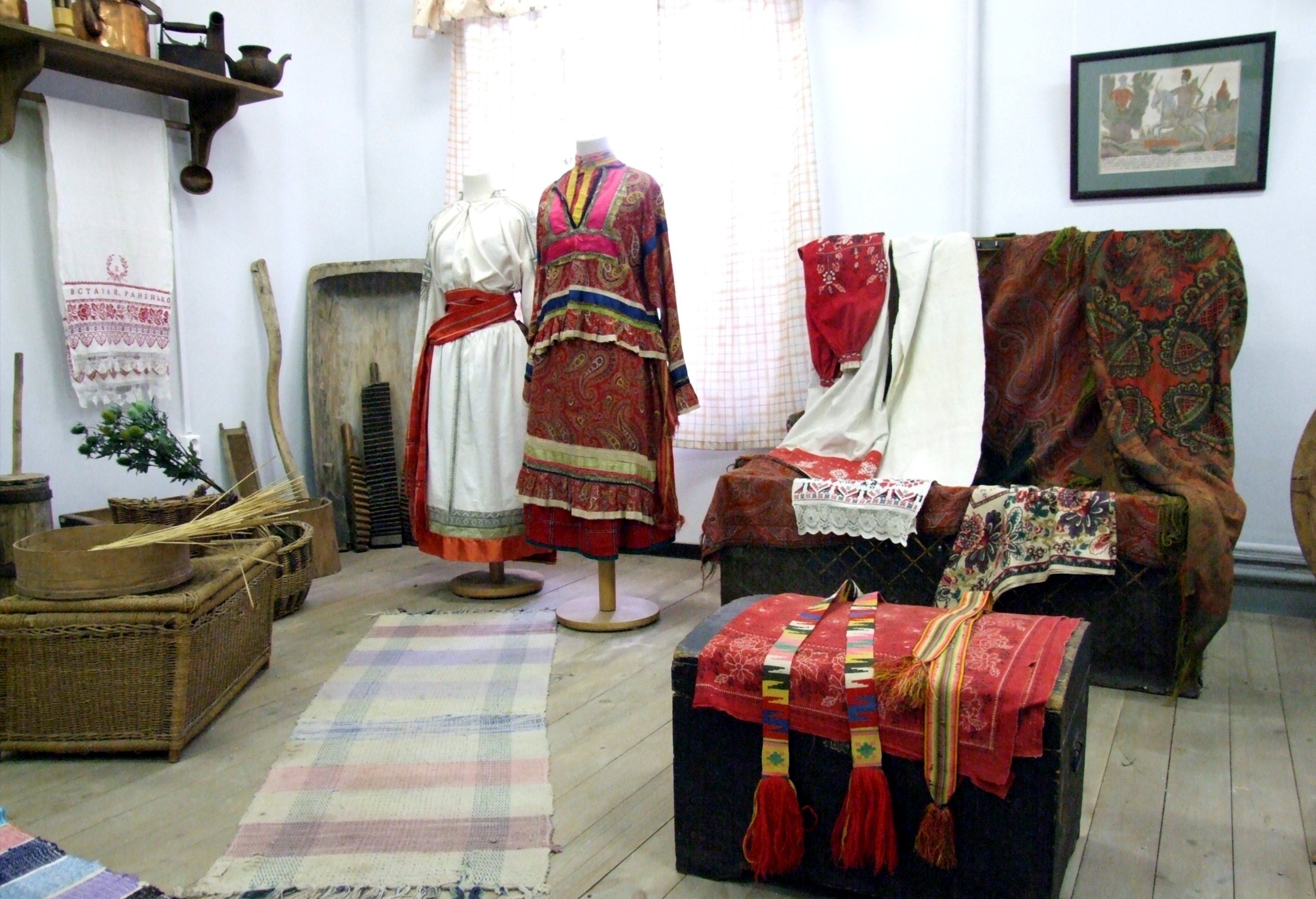
Русские национальные костюмы
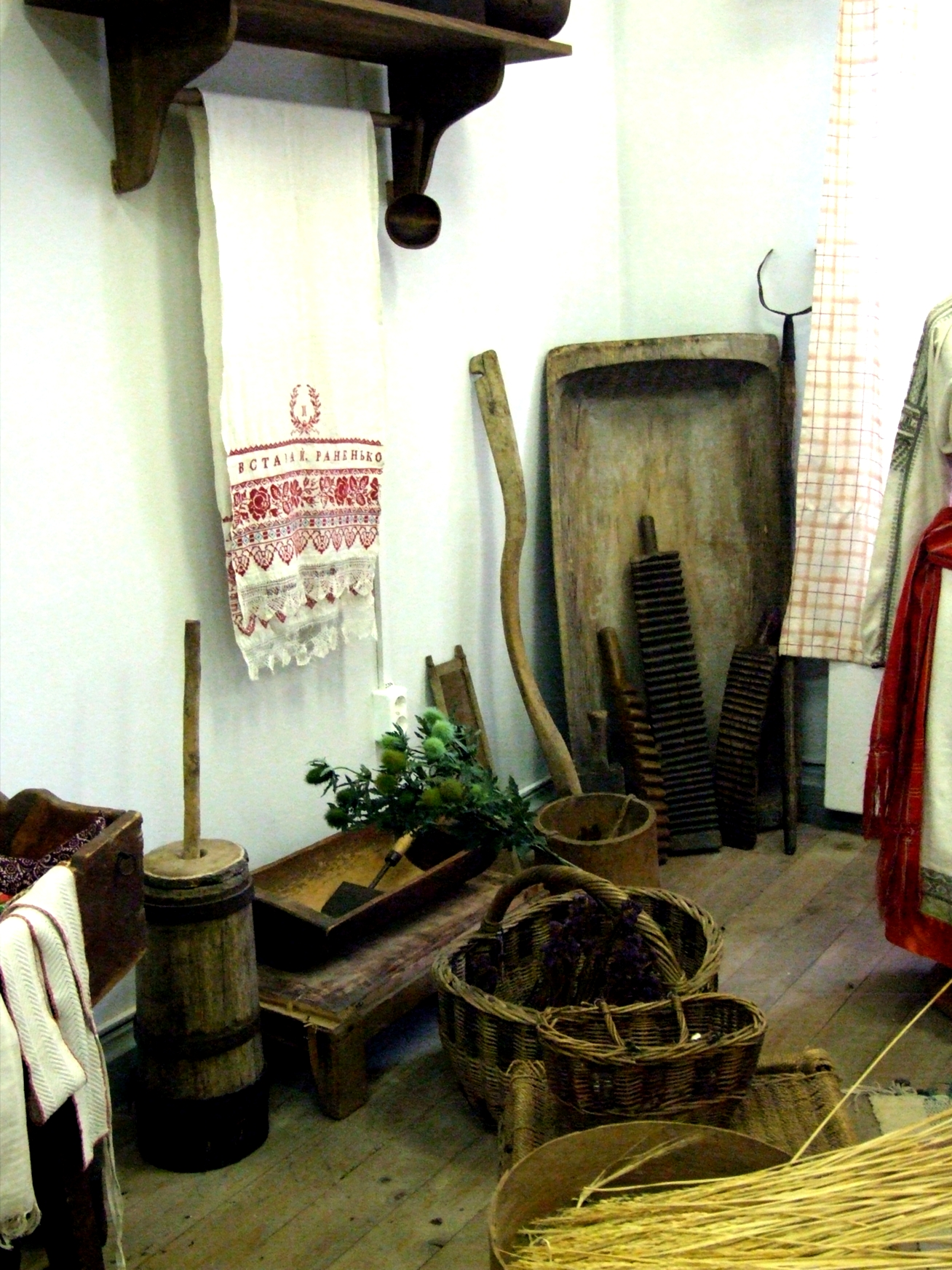
Предметы крестьянского быта
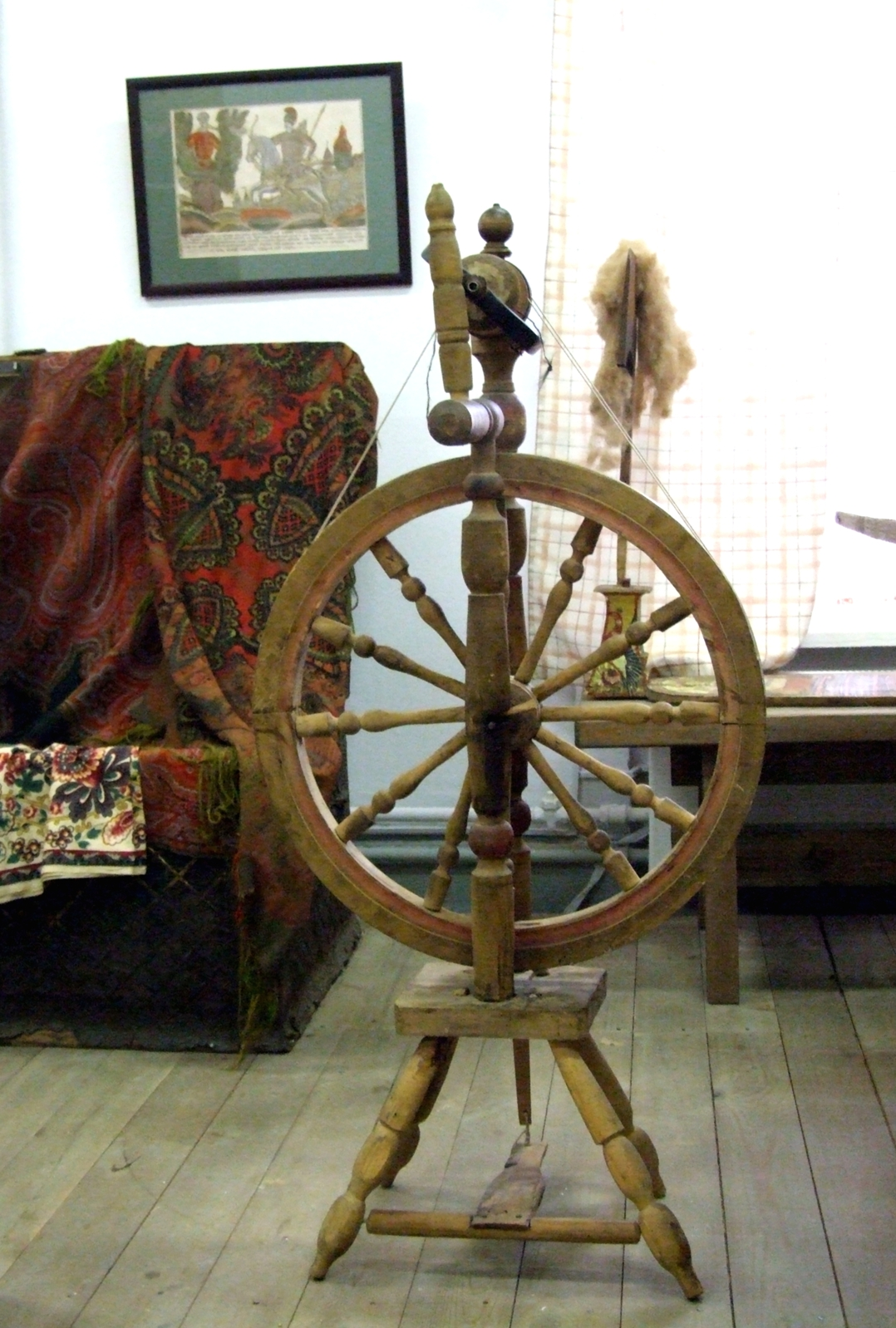
Прялка
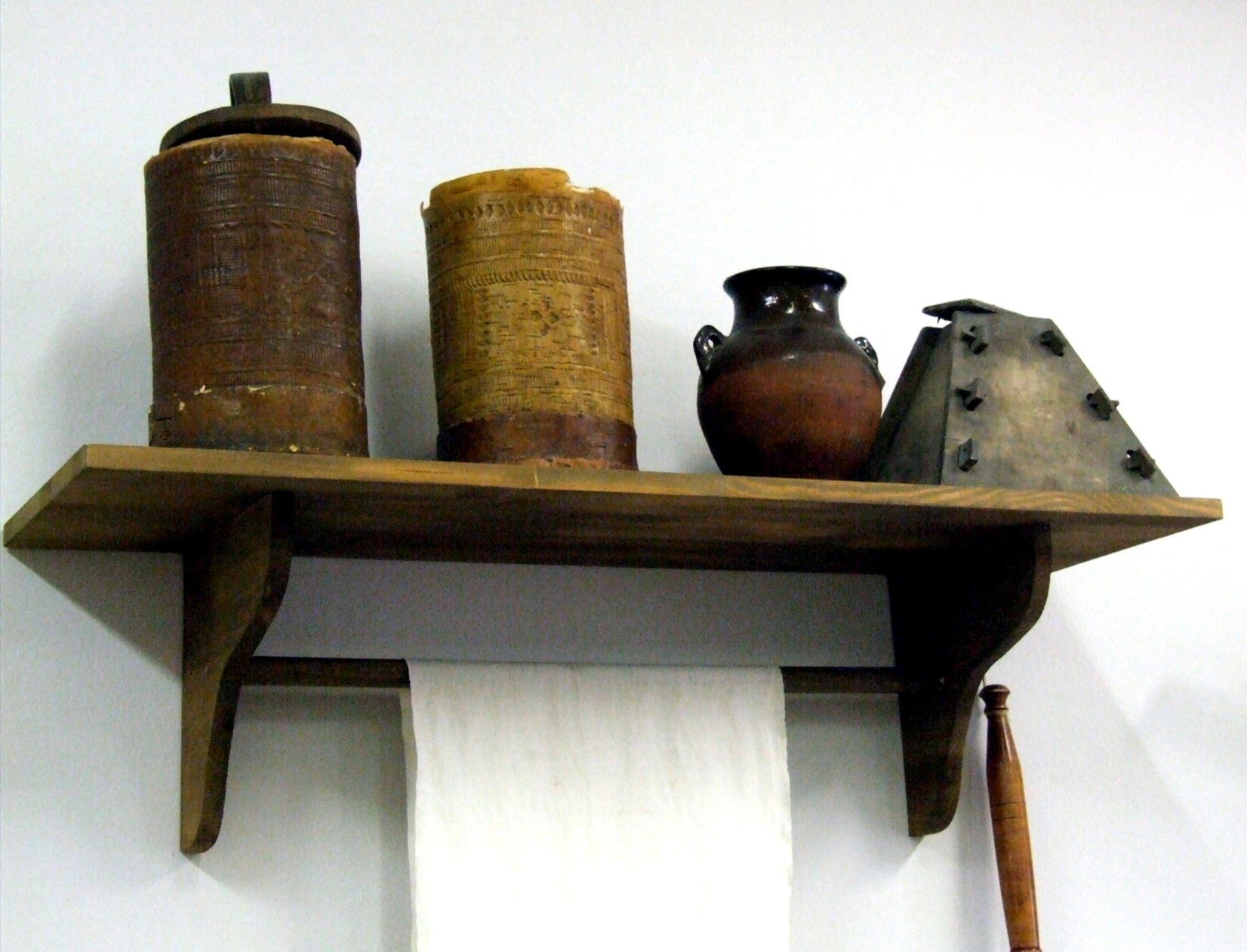
Крестьянская посуда